# Partido Republicano Radical Socialista
El Partido Republicano Radical Socialista (PRRS) o, popularmente y de forma abreviada, Partido Radical Socialista, fue un partido político español nacido en la segunda mitad de 1929 como fruto de la escisión de la tendencia más izquierdista de la opositora Alianza Republicana. Ideológicamente, defendía un liberalismo social de raíces jacobinas y fuertemente anticlerical con importantes influencias de la socialdemocracia. Contó entre sus fundadores, dirigentes y parlamentarios con una elevada proporción de miembros de la masonería. Participó en el Pacto de San Sebastián y en el tránsito desde la monarquía de Alfonso XIII a la II República, y formó parte del Gobierno Provisional.
Tras la celebración de las elecciones de 1931 fue la tercera fuerza política en las Cortes Constituyentes y participó activamente en los debates tendentes a elaborar la nueva Constitución. Durante ellos realizó una encendida defensa de los derechos civiles y políticos, lo que no le impidió oponerse a la introducción del sufragio femenino y apoyar la restrictiva Ley de Defensa de la República. Se caracterizó por sus fuertes discrepancias internas, que dieron lugar a tres escisiones sucesivas, todas ellas por su ala izquierda. La más importante fue la última, motivada fundamentalmente por la división de opiniones respecto a las relaciones que se debían mantener con el Partido Socialista Obrero Español.
Durante el primer bienio republicano participó en todos los gobiernos. Sus representantes lideraron importantes y controvertidas reformas e iniciativas legislativas. Así, Marcelino Domingo impulsó primero una reforma educativa y luego una reforma agraria, Álvaro de Albornoz promovió la Ley de Divorcio y Victoria Kent impulsó una reforma penitenciaria.
Debilitado por las rupturas, que propició que algunos de sus líderes abandonaran el partido y fundaran el PRRSI, y perjudicado por la falta de unidad electoral de las izquierdas, sufrió una estrepitosa derrota en las elecciones de noviembre de 1933, en las que obtuvo un único representante. A pesar de tener la oportunidad de participar en el nuevo gobierno, decidió pasar a la oposición por estar en desacuerdo con la inclusión de un ministro del Partido Agrario. Desapareció en septiembre de 1934, al fusionarse con el Partido Radical Demócrata de Diego Martínez Barrio para dar lugar a un nuevo partido denominado Unión Republicana.

## Fundación

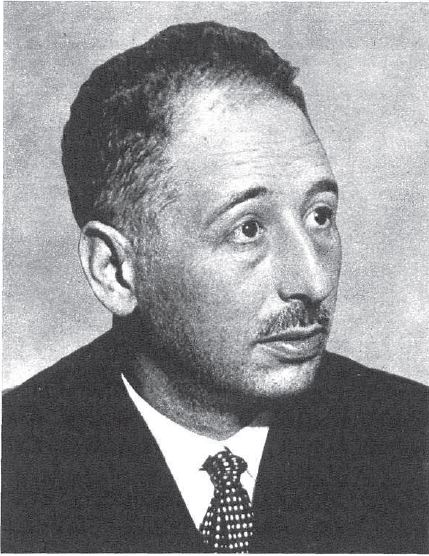
Lluis Companys, líder junto con Marcelino Domingo del Partit Republicà Català fue uno de los firmantes del manifiesto fundacional del Partido Radical Socialista. La doble militancia no era todavía un obstáculo.

El fracaso en enero de 1929 del pronunciamiento de Sánchez Guerra contra la dictadura de Miguel Primo de Rivera acentuó las diferencias existentes en la Alianza Republicana, una plataforma de oposición que englobaba a los principales partidos republicanos. Algunos de los dirigentes más izquierdistas de esta —como Álvaro de Albornoz, Marcelino Domingo, Benito Artigas y Ángel Galarza— coincidieron en prisión y acordaron crear un nuevo partido político. El 14 de julio de 1929 se oficializó la división con motivo de una reunión de delegados de la Alianza que tuvo lugar en Madrid.
El Partido Republicano Radical Socialista elaboró un manifiesto fundacional en diciembre de 1929, que fue publicado al mes siguiente. En él expresaba su aspiración de representar a la izquierda republicana, dejaba ver su planteamiento jacobino, decía que iba a tener una organización democrática y defendía el socialismo, si bien aclarando que no concebía este como un dogma. El nuevo partido defendía un Estado federal republicano con autonomía local y regional, el sufragio universal, el laicismo, la enseñanza laica, el jurado, la igualdad de clases y sexos, la reforma del Código Penal y la reorganización del Ejército. En materia de política social anunciaba el combate contra la especulación, el mayor gravamen fiscal a la renta que al trabajo, la supresión de latifundios y minifundios y otras medidas de tono socializante que le distinguían de las propuestas más moderadas de la Alianza. Por consiguiente, el liberalismo democrático, el anticlericalismo, el pacifismo y una política social avanzada pero no marxista eran las características del PRRS.
A pesar de su proclamación socialista, los integrantes del partido procedían mayoritariamente de las clases medias. Además de los ya citados, firmaron el manifiesto José Díaz Fernández, Joaquín Arderíus, Ricardo Baeza, Jacinto Grau, Antonio Espina, Leopoldo Alas, Juan Botella Asensi, José Salmerón García, Félix Gordón Ordás, Javier Bueno e, incluso, el propio Lluis Companys, quien dirigía junto a Domingo el Partido Republicano Catalán. Entre ellos había un significativo número de miembros de la masonería.
Los líderes del partido eran Domingo y Albornoz. Ambos formaban parte de la comisión organizadora junto con Arderíus, Artigas, Botella, Bueno, Galarza, Gordón y Salmerón. El primero había superado su anterior admiración por la Revolución Rusa y defendía la democracia parlamentaria frente al fascismo y el comunismo, mientras que el segundo mantenía una postura más revolucionaria que se reflejó en los artículos publicados por él mismo y sus seguidores —Espina, Díaz, Arderíus y, por poco tiempo debido a que tenía ideas más moderadas, el crítico musical Adolfo Salazar— en la publicación quincenal Nueva España. En ella rechazaban la convocatoria de elecciones a Cortes Constituyentes y defendían planteamientos jacobinos y la unidad de acción con las organizaciones obreras.

## De conspirador a gobernante

### La búsqueda de alianzas
En 1930, las fuerzas políticas que querían acabar con la monarquía decidieron unir sus fuerzas para acelerar el cambio de régimen. En el mes de mayo, el Partido Radical Socialista firmó un acuerdo con la Alianza Republicana para formar un comité que coordinara sus actuaciones. Ambas partes dejaron abierto el pacto a otros partidos, lo que facilitó la incorporación de otras fuerzas de ámbito regional. La unidad de acción de las izquierdas fue apoyada también por las dos ramas de la masonería, el Gran Oriente y la Gran Logia.
Paralelamente, los republicanos intentaron ampliar el pacto a las organizaciones obreras. A finales de junio de 1930, el PRRS emitió un comunicado en el que instaba públicamente a la Unión General de Trabajadores (UGT) y a la Confederación Nacional del Trabajo (CNT) —ignorando deliberadamente a otros sindicatos— a colaborar en el establecimiento de un nuevo marco legal. Al mismo tiempo, recomendaba a sus propios militantes y simpatizantes a afiliarse a una de esas dos centrales sindicales. La publicación de este manifiesto coincidió en el tiempo con el intento del partido de establecer contacto directo con la CNT, aunque sin obtener resultado positivo. Al mismo tiempo, la Alianza hacía lo mismo con UGT con mayor éxito.
Por la misma época, se consiguió que se sumara al acuerdo republicano la Derecha Liberal Republicana. A partir de entonces se hizo un considerable esfuerzo para incorporar al proyecto a los partidos republicanos nacionalistas catalanes, que eran —con la excepción del Partit Republicà Català dirigido por Domingo y Companys— los más reticentes a participar en un proyecto con Alejandro Lerroux. La doble militancia de Domingo parecía favorecer su labor mediadora, por lo que en junio de 1930 publicó un artículo en el diario El Pueblo de Barcelona en el que afirmaba que la República sería federal, que con ella nacería simultáneamente la autonomía catalana y que los republicanos aceptaban el derecho de Cataluña a la soberanía política. Domingo repitió estas mismas tesis en una conferencia que impartió en el Ateneo de Madrid. En julio, el político catalán viajó a Barcelona para negociar con los partidos nacionalistas, pero encontró una fuerte oposición de algunos. El 2 de agosto de 1930, Domingo impartió una conferencia en el Ateneo de Barcelona en la que recalcó el compromiso que los republicanos españoles tenían con el federalismo y el respeto que sentían por las aspiraciones autonomistas. El evento tuvo gran asistencia de público y repercusión, y las tesis de Domingo fueron aceptadas luego por los antimonárquicos españoles, pero el político de Tarragona pidió que otra persona le sustituyera en la labor negociadora. José Salmerón consiguió que los partidos nacionalistas enviaran representantes a la reunión que se iba a celebrar en agosto en San Sebastián.

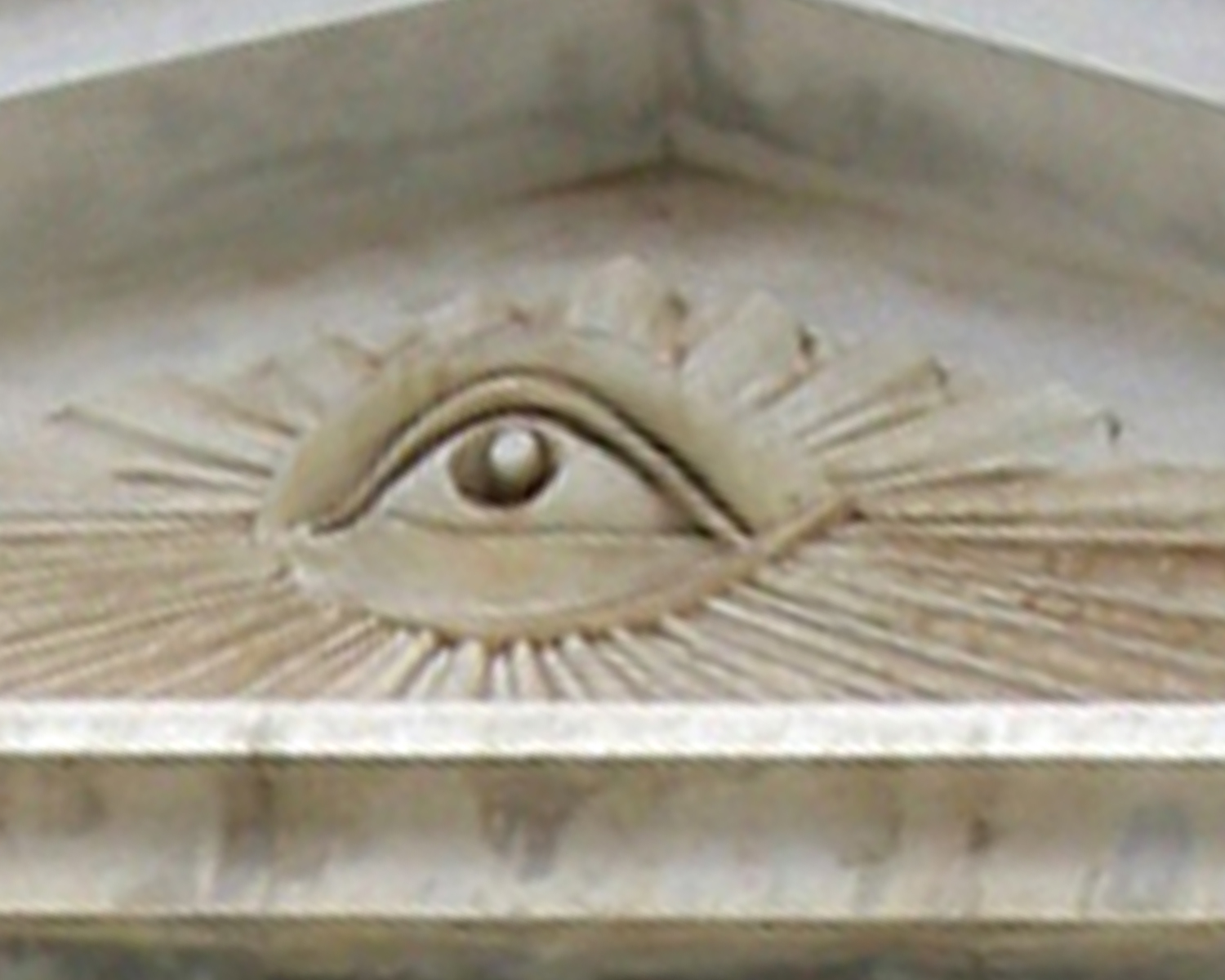
Símbolo masónico en el templo de Santa Cruz de Tenerife. El PRRS tuvo un gran número de miembros pertenecientes a la masonería.

El 17 de agosto de 1930 se celebró la reunión de todos los republicanos conocida como Pacto de San Sebastián. Domingo, Albornoz y Galarza fueron los representantes del PRRS. La cuestión catalana fue la que suscitó más debates. Durante los mismos, Albornoz se enfrentó a los nacionalistas catalanes mientras que Domingo intentó conciliar posturas. Finalmente se admitió la petición de autonomía para Cataluña, lo que hizo que Santiago Casares Quiroga, representante de la Organización Republicana Gallega Autónoma (ORGA) reclamara el mismo trato para Galicia y País Vasco. La petición se aceptó igualmente, si bien la inexistencia de un acta propiciaría posteriormente discusiones respecto a los términos concretos y reales de lo acordado. Los asistentes designaron un comité revolucionario del que formó parte Galarza en representación del partido. Disgustado por no haber sido enviado a San Sebastián como representante, Botella dimitió poco después de su cargo de secretario de la comisión organizadora del partido.
La unidad de acción se plasmó en un multitudinario mitin celebrado el 28 de septiembre en la plaza de toros de Madrid. Asistieron al mismo unas veinte mil personas venidas de distintas zonas de España e intervinieron políticos de todas las tendencias presentes en la coalición, con la notoria excepción de los nacionalistas catalanes. Las intervenciones tuvieron un inequívoco tono revolucionario, interviniendo por el PRRS Marcelino Domingo.

### El I Congreso
Una vez superados los obstáculos que había venido poniendo el Gobierno para ello, el partido aprovechó la organización del mitin unitario para celebrar su primer congreso los días inmediatamente anteriores a aquel, entre el 25 y el 27 de septiembre de 1930. La comisión acordó que hubiera dos tipos de congresistas. En primer lugar, los representantes de círculos, agrupaciones o partidos regionales, que tendrían tantos votos como personas representasen; en segundo lugar, los firmantes del manifiesto fundacional y los directores de periódicos afines, quienes dispondrían de un único voto. Las agrupaciones locales representadas eran menos de sesenta y pertenecían a veinte provincias, lo que indicaba una escasa implantación. La reducida presencia catalana sugiere que Marcelino Domingo no había conducido a sus seguidores del Partit Republicà Català al nuevo partido, aunque él mantenía la doble militancia.
Álvaro de Albornoz presentó la ponencia que definía el ideario del partido, que fue aprobada por aclamación. No difería sustancialmente de lo que se había expuesto en el manifiesto fundacional, pero concretaba algunas posiciones. Se defendía la democracia liberal y los derechos individuales, como la igualdad entre sexos, aunque también se reclamaba la intervención del Estado en la economía, concretada en la propuesta de nacionalización de la tierra, los ferrocarriles y el Banco de España. El reformismo de contenido social era importante, con la defensa de la progresividad fiscal, la exención de las rentas del trabajo, la abolición de los impuestos indirectos —con la excepción de los impuestos sobre el lujo— y la realización de una reforma agraria que implicase la expropiación de tierras no cultivadas, la prórroga forzosa de los arrendamientos sin incremento de precio y la prohibición de que los arrendatarios fueran desahuciados salvo en caso de impago. El profundo anticlericalismo se manifestaba no solo en la propuesta de legalización del divorcio, sino también en las de supresión del presupuesto destinado al sostenimiento del clero, incautación de bienes de la Iglesia católica y prohibición a las órdenes religiosas de realizar tareas de enseñanza. El ideario era pacifista y propugnaba la supresión del servicio militar obligatorio. En el ámbito institucional, se defendía la instauración de un parlamento unicameral elegido mediante un sistema electoral proporcional por sufragio universal, incluido el femenino. También se rechazaba la pena de muerte.
Gordón Ordás presentó una ponencia táctica que se oponía frontalmente a la participación electoral y defendía la acción directa revolucionaria. Marcelino Domingo intentó retrasar la decisión aduciendo que ésta debía ser adoptada conjuntamente con los demás partidos republicanos, pero Albornoz argumentó que una eventual democratización de la monarquía representaría un fracaso para los fines revolucionarios del partido, de forma que también esta ponencia fue aprobada unánimemente. Una tercera ponencia sobre la estructura partidaria presentada por Ángel Galarza fue aprobada con algunas enmiendas.
Para el nuevo Comité Ejecutivo Nacional, que tenía dos miembros menos que la comisión organizadora, fueron elegidos por unanimidad Domingo, Albornoz y Galarza, y por mayoría, Gordón, José Salmerón, Juan Botella Asensi y el recién incorporado Eduardo Ortega y Gasset, hermano del conocido filósofo José Ortega y Gasset. Uno de los que quedó fuera de la dirección, Joaquín Arderíus, abandonaría el partido poco después para ingresar en el Partido Comunista de España.

### El fracaso de la conspiración
Toda la coalición republicana confiaba en la metodología tradicional para cambiar de régimen. Por tal motivo, se preparaba un pronunciamiento militar que debía ir acompañado de una huelga general pacífica convocada por los sindicatos. Para ello contactaron el 19 de octubre con los dirigentes socialistas, que aceptaron incorporarse al comité revolucionario. Poco después, el comité se convirtió en un gobierno en la sombra que distribuyó entre sus miembros las carteras ministeriales. A Álvaro de Albornoz le correspondió el Ministerio de Fomento y a Marcelino Domingo, el de Instrucción Pública. Los contactos con la CNT no prosperaron, y este sindicato optó por promover su propia huelga general revolucionaria en noviembre, lo que conllevó la detención de buena parte de su militancia. Finalmente, el «gobierno provisional» republicano decidió que su intentona tendría lugar el 15 de diciembre de 1930.
Las posturas de los dirigentes del PRRS no eran uniformes. El 13 de diciembre, Juan Botella Asensi, miembro de la dirección del partido, publicó un artículo criticando el proyecto de una república conservadora y promoviendo una república democrática y radical que sentara las bases para un futuro paso al socialismo. Esta postura, tan contraria a los pactos con partidos más moderados —como la Derecha Liberal Republicana de Alcalá-Zamora y el Partido Republicano Radical de Lerroux (el mejor implantado de entre los republicanos)— parecía responder a una intención presente en ciertos sectores del PRRS de captar el voto de los militantes de la CNT.
El 12 de diciembre, tres días antes de la fecha prevista, los capitanes Fermín Galán y Ángel García Hernández sublevaron a la guarnición de Jaca. La prematura rebelión fue abortada, los capitanes fusilados y la mayoría de los miembros del gobierno provisional fueron encarcelados, aunque Domingo consiguió escapar. Los socialistas no llegaron a iniciar la huelga y, salvo algunos conatos de rebelión pronto reprimidos, la única acción destacada fue la toma del aeródromo de Cuatro Vientos por el general Queipo de Llano y el comandante Ramón Franco, hermano del famoso general.

### Las elecciones municipales de abril de 1931

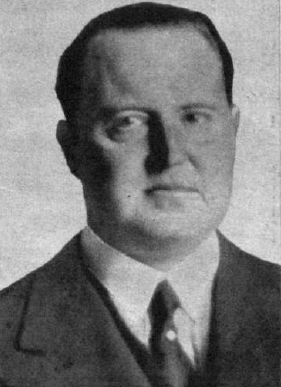
Ángel Galarza fue uno de los fundadores del partido y llegó a ser Fiscal general y director general de Seguridad a los pocos meses de proclamarse la República en 1931.

Sin embargo, el fracaso de la acción no supuso una pérdida de apoyo para el republicanismo, la coalición se mantuvo unida y los dirigentes encarcelados siguieron conspirando contra la monarquía. Los republicanos manifestaron que no participarían en las elecciones, lo que ocasionó la caída del gobierno del general Berenguer el 14 de febrero. La sección madrileña del PRRS, presidida por Artigas publicó un manifiesto el 11 de febrero de 1931 en el que expresaba su decisión de mantener la moderación para alcanzar el establecimiento de una «república conservadora», momento en el cual iniciarían la confrontación para alcanzar sus fines estratégicos. El gobierno del almirante Aznar propuso la celebración de un proceso escalonado de elecciones que comenzaría por unas elecciones municipales en las que los republicanos sí aceptaron participar. Esta decisión fue criticada públicamente por la extrema izquierda radicalsocialista, representada por Arderíus, que propugnaba la «acción ejecutiva» contra el régimen.
Republicanos y socialistas se presentaron unidos a las elecciones municipales del 12 de abril de 1931, si bien se produjeron algunas circunstancias paradójicas. Por ejemplo, en Cataluña Domingo formaba parte de la nueva Esquerra Republicana de Catalunya (ERC), fruto de la unión de su Partit Republicà Català con el Estat Català de Francesc Macià. Sin embargo, Albornoz apoyó una candidatura conjunta de radicales, federales y socialistas, lo que revela la disparidad de criterios en el PRRS. Las elecciones dieron el triunfo a la coalición republicano-socialista en la mayor parte de las ciudades, lo que motivó la aceptación por el gobierno de que se trataba de un plebiscito y la proclamación de la República dos días después. Alfonso XIII abandonó España sin presentar oposición. El gobierno en la sombra se convirtió realmente en gobierno provisional de la República y los dos dirigentes radicalsocialistas designados tomaron posesión de sus ministerios. Contrariamente a lo que habían pensado los republicanos, el cambio no llegó mediante el triunfo de una conspiración, sino como resultado de unas elecciones.
ERC triunfó en las ciudades catalanas y Macià llegó a proclamar la República Catalana, actuación que contravenía lo pactado en San Sebastián el año anterior. Tres ministros, entre los que estaba Domingo, se desplazaron el 17 de abril a Barcelona para resolver la situación. El problema se solucionó creando una Generalidad y aceptando que serían las cortes constituyentes las que establecerían el marco para una autonomía política.

### El gobierno provisional
La labor de Marcelino Domingo al frente del Ministerio de Instrucción Pública fue una de las más destacadas del período del nuevo Gobierno Provisional. El 29 de abril promovió la aprobación de un decreto que introducía el bilingüismo en los centros de enseñanza catalanes. El 6 de mayo, la enseñanza religiosa dejaba de ser obligatoria en la educación primaria, aunque se mantenía con carácter opcional para aquellos alumnos cuyos padres la solicitaran; al mismo tiempo, tampoco los maestros estaban obligados a impartirla, siendo sustituidos por sacerdotes cuando decidieran no hacerlo. También creó un Consejo de Instrucción Pública presidido por Miguel de Unamuno encargado de elaborar un proyecto de ley que estableciera una educación primaria «gratuita, obligatoria y laica», fundamentada en una «igualdad de clases y sexos» y en «la selección de los mejor dotados sin consideración de fortuna». Dicho proyecto no llegaría a ser aprobado. Para combatir el grave problema de analfabetismo —con una tasa superior al 30 %— se aprobó un plan quinquenal que aspiraba a construir más de 27 000 escuelas. A fin de incrementar el número de maestros, un nuevo decreto del 3 de junio sustituyó el tradicional sistema de oposiciones por la realización de un cursillo trimestral. Además, se mejoró el salario de los docentes.
Por su parte, Albornoz anunció que el Ministerio de Fomento estudiaba un plan de obras públicas para combatir del problema del desempleo. Sin embargo, el conservadurismo financiero de los republicanos hizo que descartaran subir los impuestos o aumentar el déficit presupuestario, lo que impidió elevar el gasto. De hecho, el ministro llegaría a interrumpir la construcción de ciertas infraestructuras viarias que ya estaban en marcha.
Ambos ministros radicales socialistas también tomaron partido en las discusiones que sacudieron al gobierno provisional acerca de la candente cuestión religiosa. Los dos pertenecían a la masonería y formaron parte de la facción gubernamental que proponía la expulsión de la Compañía de Jesús. Sin embargo, la tesis no prosperó.

## Las elecciones a Cortes Constituyentes

### La escisión del II Congreso

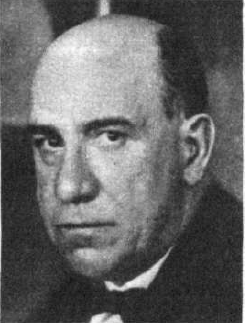
José Salmerón fue elegido presidente del partido en el II Congreso

Las fuerzas políticas comenzaron a prepararse para las inminentes elecciones a unas Cortes que debían encargarse de elaborar una nueva constitución. El Grupo de Acción Republicana dirigido por Manuel Azaña decidió convertirse en partido político con el nombre de Acción Republicana y celebró una asamblea los días 25 y 27 de mayo de 1931. De esta forma, el PRRS tuvo un nuevo competidor por el espacio político situado entre el Partido Radical y el PSOE. Del 27 al 31, el PRRS celebró su II Congreso, en el que el partido afirmaba que estaban representados 60 000 afiliados; una cifra demasiado optimista. La cuestión de las alianzas electorales dividió agriamente al partido. José Antonio Balbontín defendió la postura del ala más izquierdista, contraria a acudir a las elecciones junto con la Derecha Liberal Republicana. Álvaro de Albornoz defendió el pacto con todos los republicanos en medio de un creciente alboroto propiciado por el hecho de que se había permitido la entrada a todos los afiliados que lo desearan. La postura de Balbontín fue claramente derrotada, pero este y la agrupación madrileña del partido decidieron abandonarlo y crear el Partido Republicano Radical Socialista Revolucionario. El nuevo comité ejecutivo quedó compuesto por Albornoz, Domingo, Eduardo Ortega y Gasset, Fernando Valera, Salmerón (presidente), Gordón y Botella. Galarza quedó fuera del comité debido a que su cargo de director general de Seguridad a las órdenes del ministro Miguel Maura le había proporcionado gran impopularidad entre la militancia.

### Campaña electoral
El Gobierno Provisional dictó un decreto el 8 de mayo para regular el sistema electoral por el que debían regirse las elecciones. Esta norma cambió sustancialmente el tradicional procedimiento de la Restauración al establecer que la circunscripción sería la provincia, salvo en los casos de algunas grandes ciudades. El método era mayoritario y plurinominal, pudiendo cada elector votar a un número de candidatos algo inferior al de diputados a elegir. De esta forma, se primaba la formación de candidaturas fuertes y, habiendo múltiples partidos, eso se lograba mediante la formación de coaliciones. No obstante, también se concedía una cierta representación a la minoría. Además, el sistema de listas abiertas permitía que candidatos minoritarios pero populares tuvieran posibilidades de éxito. Se trataba de una norma que favorecía la polarización en dos grupos.
En 1931, las derechas no republicanas estaban todavía desconcertadas por el profundo cambio que el país había sufrido. En bastantes provincias no llegaron a presentar candidatura y en el resto de España se presentaron divididas. Por su parte, los todavía débiles partidos de la Conjunción Republicano Socialista no llegaron a presentar listas conjuntas en todas las circunscripciones. En vez de eso, se pactaron múltiples y contradictorios acuerdos locales de forma descoordinada. Todo ello dotó de una gran complejidad al proceso electoral e, incluso, a la interpretación de los resultados. El PRRS se presentó a las elecciones en diferentes tipos de coalición, lo que hacía que fuerzas que eran aliadas en un sitio fueran adversarias en otro. Aproximadamente la mitad de los diputados radicales socialistas que resultaron elegidos lo fueron en candidaturas unitarias que incluían también tanto al Partido Radical como al PSOE, entre otros. Sin embargo, en varias provincias se aliaron con los socialistas para enfrentarse a los radicales, muchos de cuyos militantes les reprochaban todavía la división creada. En otros lugares, la coalición era con los seguidores de Lerroux en contra de los socialistas. Para completar la confusión, en algunas provincias los republicanos se presentaban unidos bajo la cobertura de pequeños partidos locales unitarios y no faltaron lugares en los que el PRRS se presentó en solitario. Por último, hay que reseñar que las relaciones de los republicanos en general con los socialistas eran tensas, sobre todo en las provincias del sur. Los republicanos se quejaban de ser tratados con hostilidad por el PSOE, que no hacía distinciones entre ellos.

### El grupo parlamentario
La victoria de la Conjunción Republicano Socialista fue abrumadora, pero los resultados concretos de cada partido en las elecciones son de difícil interpretación debido al importante número de diputados independientes electos. Puesto que el reglamento de la cámara exigía 10 personas para formar un grupo, muchos de los no afiliados optaron por incorporarse a grupos partidarios, lo que aclaró algo la situación. El 28 de junio, el Partido Radical Socialista fue el tercero en importancia tras el Partido Socialista y el Radical. Obtuvo más de cincuenta representantes en una asamblea de 470 miembros y, tras la segunda vuelta, mantuvo entre 51 y 57 escaños. De ellos, solo cuatro contaban con experiencia parlamentaria en el régimen anterior: Marcelino Domingo, Álvaro de Albornoz, Leopoldo Alas y Eduardo Ortega y Gasset. La falta de experiencia era, no obstante, una característica general en el nuevo órgano constituyente. Emilio Baeza fue elegido presidente del grupo. Había diputados radicales socialistas de todas las regiones españolas, si bien no eran mayoritarios en ninguna de ellas. Solo obtuvieron más del 20 % de los sufragios en Asturias, País Vasco, Cataluña y Canarias. Según un estudio, nada menos que 21 de los diputados del PRRS pertenecían a la masonería.
Tras las elecciones, los socialistas dejaron claro su rechazo a un gobierno presidido por Lerroux, pese a que este dirigía el partido republicano más numeroso. Álvaro de Albornoz expresó su predisposición a formar parte de un gobierno dirigido por los socialistas una vez que el Gobierno Provisional hubiera terminado su labor, lo que debilitó la posición del centrismo. Sin embargo, un creciente sector del PSOE era reacio a entrar en el gobierno. A medio plazo, el beneficiario de estas posturas sería Azaña.

### El I Congreso Extraordinario
Entre el 25 y el 27 de julio de 1931, el partido celebró un congreso extraordinario para definir su postura acerca de la futura constitución. Sin embargo, lo que más se discutió fue su permanencia o no en el Gobierno Provisional. Unos días antes hubo en Sevilla sangrientos enfrentamientos entre la CNT y las fuerzas del orden. Botella y Jerónimo Gomáriz criticaron la actuación gubernamental, lo que incluía a Galarza como director general de Seguridad. Sin embargo, la mayoría decidió continuar en el ejecutivo. El día 28, Salmerón apoyó al Gobierno en las Cortes, pero defendiendo al tiempo a «las masas populares». La cámara acordó que se investigara judicialmente el asunto, con la oposición del radical socialista Pedro Vargas, quien afirmó que ningún juez había condenado nunca a la policía por aplicar la ley de fugas.

## Los debates sobre la constitución

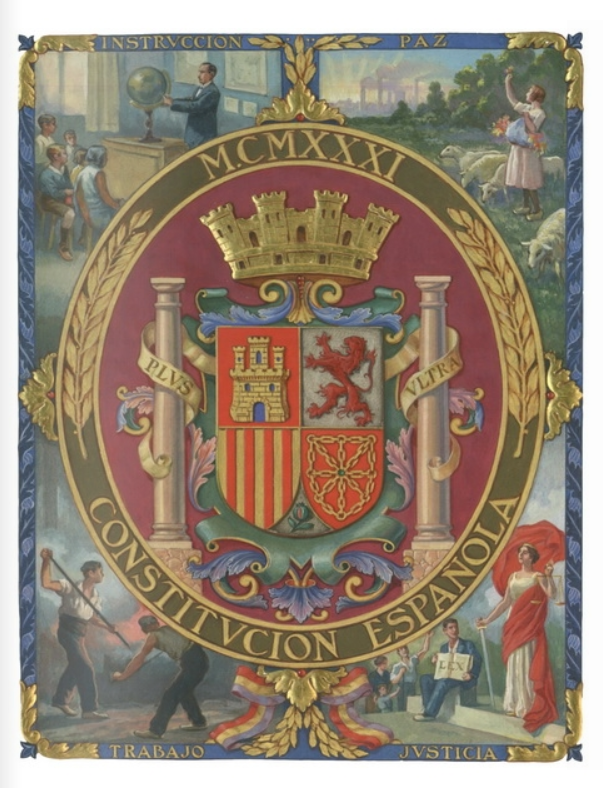
Portada de la Constitución de 1931. Antes de su debate, las Cortes abordaron otras cuestiones.

### Cuestiones previas
Aunque la misión de las Cortes era elaborar una nueva constitución que sustituyera a la de 1876, los diputados decidieron abordar primero una polémica cuestión: el castigo a los promotores de la Dictadura de Primo de Rivera. Una comisión parlamentaria designada al efecto decidió que ella misma formularía las acusaciones y que sería la propia cámara legislativa la que impondría las sanciones. Se sustituía así el proceso judicial por un proceso político. Esta decisión, a la que se opuso enérgicamente el presidente Alcalá-Zamora, fue apoyada por Albornoz y la totalidad del partido con una vehemencia que molestó a otros diputados. El miembro del PRRS Joaquín Pérez Madrigal llegó a decir despectivamente que «ese problema de la juridicidad» amenazaba paralizar la República. Al final, el presidente consiguió que la competencia jurisdiccional de las Cortes se limitara al exiliado Alfonso XIII, mientras que las responsabilidades de otras personas serían enjuiciadas por un tribunal directamente nombrado por el poder legislativo. La exagerada postura de Albornoz y sus seguidores, que recordaba los tiempos de la Convención, irritó también a Azaña; incluso el propio Domingo opinaba que sus correligionarios estaban jugando a las revoluciones.
El Gobierno Provisional había encargado a una comisión jurídica presidida por Ángel Ossorio y Gallardo la elaboración de un proyecto de constitución, pero la moderación del texto le decidió a retirarlo. Tras descartar que el propio gabinete pactara las líneas generales de la ley fundamental, fue una comisión parlamentaria la encargada de redactar un nuevo proyecto. El 27 de agosto de 1931, tras terminar sus trabajos, se abrieron los debates en el pleno acerca del proyecto parlamentario. El PRRS tenía su propio proyecto que, aunque parecido al oficial, contenía algunas diferencias.

### Primeros conflictos
El 1 de septiembre, Gordón, en nombre de la minoría radical socialista, expresó su apoyo al proyecto, si bien defendió una enmienda de influencia corporativista que hubiera introducido una autonomía comarcal con representación paritaria de empresarios y trabajadores. La enmienda sería derrotada más tarde.
Los enfrentamientos dentro de la mayoría gubernamental comenzaron desde el mismo artículo 1. La definición del nuevo régimen como una «República de trabajadores» se impuso claramente con los apoyos del PSOE, el PRRS y la Esquerra Republicana de Catalunya. Un molesto Partido Radical contraatacó con una enmienda que introducía el federalismo. Botella se opuso con el argumento de que no todas las regiones deseaban gozar de autonomía política, por lo que no se debía elegir ni un modelo centralista ni uno federal. El conflicto se evitó con una solución de consenso que definía a España como República de trabajadores «de toda clase» y optaba por un «Estado integral compatible con la autonomía de los municipios y las regiones».

### Las autonomías regionales
Entre el 22 y el 27 de septiembre se discutió la posibilidad de creación de autonomías regionales. El debate estaba condicionado por el hecho de que ya existían dos proyectos de estatutos de autonomía. La diputación provisional de la Generalidad de Cataluña, bajo control de Esquerra Republicana, había redactado un proyecto de estatuto y lo había aprobado en referéndum antes de que comenzara el debate constitucional. Dicho texto recogía puntos muy polémicos, como el federalismo, la consideración del catalán como único idioma oficial, la posibilidad de formar una federación con Valencia y Baleares o la asunción en exclusiva de importantes competencias. Todo ello dificultó cada vez más la doble militancia de Domingo, quien seguía formando parte de la dirección de ERC. Poco a poco, propició la creación de agrupaciones locales del PRRS en Cataluña, aunque sin forzar la ruptura. Además, decidió no intervenir en este aspecto del debate.
Por otro lado, representantes de los ayuntamientos vascos y navarros, con representación mayoritaria del Partido Nacionalista Vasco (PNV) y de los tradicionalistas, habían aprobado un proyecto de estatuto que reclamaba la competencia de las relaciones con la Iglesia y negaba el derecho de sufragio a los españoles procedentes de otras regiones. Los cuatro diputados vasconavarros del PRRS se opusieron ferozmente al proyecto no tanto por autonomista cuanto por conservador y católico.
Se llegó a un principio de acuerdo según el cual la constitución no otorgaría las competencias reclamadas por los catalanes pero tampoco se opondría a su aprobación, lo que implicaba posponer el debate hasta que se discutiera el estatuto. Sin embargo, los socialistas querían que quedara claro que la legislación social —que Francisco Largo Caballero estaba reformando sustancialmente— era competencia exclusiva de las instituciones centrales. El PRRS se dividió en la votación de esta enmienda. Una mitad encabezada por Domingo se opuso y apoyó el texto catalanista, mientras que la otra mitad, con Botella al frente, votó a favor de la propuesta socialista. La enmienda fue aprobada, pero más tarde se alcanzó una transacción.

### Los derechos civiles y sociales
Los radicales socialistas eran firmes partidarios de reforzar los derechos individuales. Consiguieron que se introdujera en el texto la doble nacionalidad de portugueses e hispanoamericanos, que se prohibiera la extradición de personas reclamadas por delitos políticos, que se garantizara el derecho de manifestación y que la deportación no se aplicara a más de 250 kilómetros del domicilio. También fueron responsables de la equiparación entre hijos nacidos dentro y fuera del matrimonio, de la equiparación salarial entre hombres y mujeres y del establecimiento de normas de protección a la infancia y la maternidad.
A pesar de que el PRRS había recogido en su programa la introducción del sufragio femenino, cuando llegó la hora de la verdad se opusieron a él. Como otros grupos republicanos, temían que las mujeres, influenciadas por el clero, favorecieran con su voto a las derechas. En nombre del partido, sú única diputada, Victoria Kent, se enfrentó a la radical Clara Campoamor con el razonamiento de que las mujeres no estaban aún preparadas para ejercer tal derecho. Por su parte, Galarza dijo que esa materia no debería ser regulada en la constitución, sino en una ley. Con la única excepción del voto favorable del catalán Ramón Nogués, el grupo se opuso en bloque a la propuesta sufragista. El apoyo del PSOE permitió que las mujeres vieran reconocido su derecho al voto, una derrota que molestó al PRRS.
También fue derrotada una propuesta de Botella, apoyada por el partido, que pretendía conceder los derechos de sindicación y huelga a los funcionarios. En el controvertido tema del derecho de propiedad, apoyaron la socializante propuesta de la comisión, que permitía que las Cortes aprobaran expropiaciónes sin indemnización. Aunque el texto fue inicialmente aprobado, una enmienda posterior a la que se opuso el PRRS moderó la regulación y dio paso a una definitiva solución de consenso.
El PRRS se opuso a la propuesta de Acción Republicana de dejar la cuestión del divorcio para una ley posterior y una enmienda suya consiguió que la constitución proclamara el derecho al divorcio, bien por mutuo acuerdo de ambos cónyuges, bien a petición de uno de ellos alegando justa causa. Sin embargo, otra enmienda presentada por el radical socialista José Luis Martín de San Antonio para legalizar el aborto fue derrotada.
Aunque Azaña había sido el ministro más contrario a reprimir a las turbas que ocasionaron la quema de conventos de mayo, cuando llegó a la presidencia del gobierno promovió la aprobación de una ley que le diera plenos poderes para mantener el orden. La Ley de Defensa de la República se dirigía tanto contra una CNT en la que la FAI tenía cada vez más peso como contra los monárquicos, tanto los más intransigentes como los accidentalistas dispuestos a la participación institucional. La nueva ley restringía muchos de los derechos proclamados en el texto constitucional —como la libertad de expresión y el derecho de huelga— y confería amplios poderes sancionadores al ejecutivo sin posibilidad de recurso judicial. Por consiguiente, fue necesario añadir una disposición transitoria a la constitución para permitir dicha norma. A pesar de su defensa de los derechos individuales, los radicales socialistas apoyaron la enmienda que legitimaba la ley especial.

### El artículo 26: la cuestión religiosa

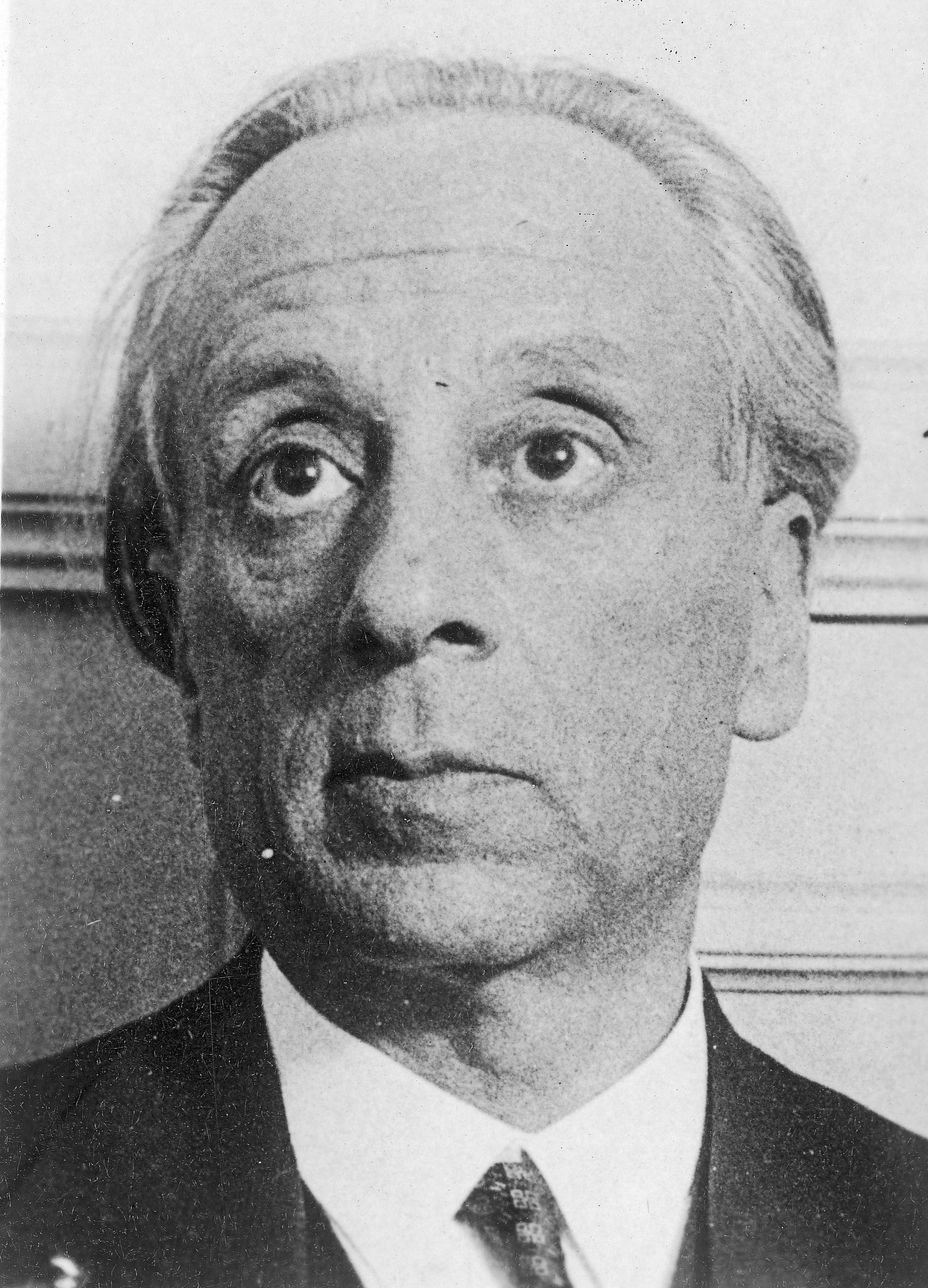
Álvaro de Albornoz fue uno de los fundadores del partido, pero su talante exaltado contribuyó a encrespar la cuestión religiosa.

A pesar del fuerte anticlericalismo que impregnaba el proyecto de la Comisión, casi todos los líderes de la mayoría querían llegar a un entendimiento con la Iglesia. El 28 de agosto, el Consejo de Ministros, decidió plantear una negociación con el nuncio que solo dejara fuera la separación Iglesia-Estado, la libertad de culto, el matrimonio civil y el espinoso tema de la enseñanza. Con todo, las negociaciones iban por buen camino. Sin embargo, la postura de los diputados era más extrema. El 29 de septiembre, todos los del PRRS salvo Botella apoyaron una enmienda —finalmente derrotada— que pretendía privar de la ciudadanía a los religiosos. Otros trece diputados radical-socialistas, encabezados por Gordón presentaron otra enmienda con el propósito de que se prohibiese cualquier tipo de asociación con fines confesionales o que obligase a la clausura, y que sus bienes fueran confiscados por el Estado, para dedicarlos a los mismos fines, benéficos, sociales o culturales, que tuviesen las asociaciones disueltas. Pero lo que más encendió los ánimos fue un exaltado discurso de Álvaro de Albornoz en el que, entre otras cosas, afirmó:

No más abrazos de Vergara, no más pactos de El Pardo, no más transacciones con el enemigo irreconciliable de nuestros sentimientos y de nuestras ideas. Si estos hombres creen que pueden hacer la guerra civil, que la hagan: eso es lo moral, eso es lo fecundo.

El discurso, en palabras de Azaña «no gustó a nadie», y particularmente a Marcelino Domingo, que apoyaba la postura más moderada del Gobierno y consideró desleal el comportamiento de su compañero de partido y gabinete, pero se vio superado por su grupo. La postura de los radicales socialistas radicalizó la de otros grupos. Aunque también los radicales acentuaron su anticlericalismo, presentaron una propuesta alternativa algo más moderada que la de la Comisión, pues proponía disolver solo la Compañía de Jesús y prohibía las actividades empresariales a las demás órdenes. Fue Azaña quien evitó el triunfo del sector más radical con su famoso discurso del 13 de octubre en el que afirmó que «España ha dejado de ser católica». Propuso la proscripción de los jesuitas y añadió la prohibición de dedicarse a la enseñanza para las demás órdenes. Los socialistas cambiaron de opinión y los radicales socialistas se encontraron solos y vieron claramente derrotada su postura maximalista. Pese a ello, cuando se votó todo el artículo 26, las minorías agraria, vasconavarra y progresista votaron en contra y los católicos vieron a Azaña como un enemigo. Alcalá-Zamora dimitió como Presidente del Gobierno y abrió el camino para que Azaña le sustituyera.

### La educación
Aunque el proyecto de la Comisión respondía a los principios defendidos por la izquierda de una escuela unificada, obligatoria y gratuita, algunos radicales socialistas pretendían que la enseñanza estuviera reservada en exclusiva al Estado. Otro sector encabezado por José Díaz Fernández se opuso a que la Iglesia tuviera reconocido el derecho a impartir su doctrina en sus propios establecimientos. Sin embargo, el hecho de que el también radical socialista Valera defendiera el texto de la Comisión ayudó a que la primera enmienda fuera retirada y la segunda, derrotada.
Las aspiraciones de la Esquerra de impartir la educación en catalán peligraban por la hostilidad de las dos principales minorías: el PSOE y el PRR. Sin embargo, la incapacidad de estos para entenderse posibilitó un pacto propiciado por Álvaro de Albornoz y apoyado por el PRRS que permitía a las regiones autónomas impartir la enseñanza en sus respectivas lenguas, pero salvaguardaba el castellano manteniéndolo como asignatura y permitiendo que el Estado abriese en dichos territorios centros que enseñaran en español.

### Organización institucional del Estado
El PRRS era uno de los pocos grupos partidarios de un parlamento unicameral, pero sí apoyaba la creación de un consejo económico federal. Las divergentes propuestas bicamerales de los grupos hicieron que todas ellas fracasaran, incluida la del PRRS. Finalmente, los radicales socialistas y el PSOE lograron incluir una mención a una ley especial que crearía un cuerpo consultivo para asuntos de gobierno.
El proyecto del partido defendía la introducción del referéndum. Sin embargo, el hecho de contar con una sólida mayoría de izquierdas en las Cortes hizo que muchos republicanos temieran que las derechas pudieran utilizar ese recurso como herramienta contra la mayoría. Eso hizo que, cuando la minoría progresista presentó una enmienda para introducir la figura, el PRRS se dividiera en la votación y la enmienda fuera derrotada. Finalmente se transigió en una solución que admitía el referéndum pero restringía notablemente su utilización.
Los radicales socialistas eran partidarios de que el presidente de la República fuera elegido por sufragio universal, pero otros grupos desconfiaban del voto popular y preferían una fórmula indirecta. Finalmente, una coalición de varios grupos propuso una fórmula intermedia por la que el Jefe del Estado sería elegido por un colegio electoral compuesto por los diputados y por otros tantos representantes elegidos en votación popular solo para realizar esa labor. El PRRS fue derrotado y el sistema mixto se impuso.

## Gobernando desde la izquierda

### El dominio de las izquierdas
La cuestión religiosa había hecho que los progresistas de Alcalá-Zamora y Maura abandonaran el gobierno. La mayoría gubernamental acordó nombrar Presidente de la República a Alcalá-Zamora y no disolver las Cortes Constituyentes a pesar de la aprobación de la nueva Constitución. Pero la enconada rivalidad entre socialistas y radicales hacía previsible que uno de los dos principales partidos pasara a la oposición. La división de posturas alcanzó al interior del propio PRRS, pues mientras Albornoz era partidario de la formación de un gobierno exclusivamente de izquierdas con los socialistas, Domingo defendía el mantenimiento de los dos grandes partidos dentro de la gran coalición. El desacuerdo de un sector del partido con la elección de Alcalá-Zamora se manifestó solo con algunos votos en blanco. Pero, al formarse el nuevo gobierno tras la elección, Lerroux forzó que los radicales abandonaran el ejecutivo. Así se dio paso en diciembre de 1931 a un segundo gobierno de Azaña claramente de izquierdas.
La opinión sobre la gestión de Albornoz en Fomento era mayoritariamente negativa, pero Azaña no se atrevió a prescindir de él en su nuevo gobierno por temor a provocar una división en el PRRS, así que lo cambió al Ministerio de Justicia, lo que resulta sorprendente tras su reciente discurso guerracivilista. También quería retirar a Domingo del Ministerio de Instrucción Pública porque consideraba que había generado una situación caótica, así que le convenció de que los imprescindibles recortes presupuestarios dificultarían la realización de su reforma educativa, lo que quitaría lustre a su imagen. Paradójicamente, le ofreció la gestión de la cartera de Agricultura, uno de los departamentos más complicados porque debía afrontar la difícil reforma agraria. De esta forma, la presencia del partido en el ejecutivo no se amplió pese a las salidas de los ministros conservadores y radicales.
Los terribles sucesos de Castilblanco, los de Arnedo y del Llobregat obligaron al gobierno a aplicar medidas represivas contra los sindicatos, lo que originó divisiones en el partido. En el último caso, el ejecutivo aplicó la Ley de Defensa de la República y deportó a África a más de cien militantes de la CNT. Albornoz señaló el peligro que la extrema izquierda representaba para la República y los gobernadores civiles de Sevilla —Vicente Sol— y de Cuenca — Alicio Garcitoral— señalaron los peligros de las organizaciones obreras. Sin embargo, una cuestión de confianza formulada por Azaña reveló que Botella, Eduardo Ortega y Gomáriz eran cada vez más críticos con la política gubernamental. Los dos primeros llegaron a proponer la reforma del código de justicia militar para que sucesos como el de Castilblanco fueran enjuiciados por los tribunales civiles en vez de por los militares. Albornoz se enfrentó a ellos recordando el texto constitucional.
Simultáneamente, el Gobierno continuaba con una línea de acción que amplios sectores consideraban «anticatólica». Los comentarios de Gordón y Botella demostraban que había parlamentarios que desconfiaban de la determinación del ejecutivo en aplicar el artículo 26 de la Constitución, lo que hizo que su correligionario y Ministro de Justicia —Albornoz— replicara con dureza al segundo, que fue excluido del grupo parlamentario y encontró el apoyo de Eduardo Ortega. El 21 de enero de 1932 Albornoz anunció la disolución de la Compañía de Jesús y la nacionalización de sus bienes. Botella criticó que se excluyeran de la nacionalización las iglesias, oratorios y objetos de culto, que fueron entregados a la Iglesia. Además, volvió a pedir la disolución de todas las órdenes religiosas y la inmediatez de la prohibición de enseñar y de la supresión del presupuesto del clero con el siguiente argumento: 

¿Es posible que en estas condiciones nosotros cometamos la inconsecuencia, porque no quiero creer que sea deliberadamente una traición en contra de la causa republicana, de dar dinero a manos llenas a los católicos para que estos se pertrechen bien de armas y municiones para el día que puedan dar la batalla a la República?

 Además, la ley propuesta por el ejecutivo para secularizar los cementerios y evitar la discriminación de los no católicos se vio radicalizada por una enmienda de Vargas y Gomáriz que establecía que el enterramiento sería laico salvo que el difunto hubiera pedido expresamente lo contrario o que fuera menor de edad y la familia así lo decidiera. Los católicos volvieron a sentirse acosados. A caldear aún más el ambiente contribuyó la aprobación de la Ley de Divorcio, obra de Albornoz en ejecución del mandato constitucional. Paradójicamente, por esas fechas se incorporó a la Minoría Radical Socialista de las Cortes un sacerdote católico, el atípico Luis López-Dóriga.

#### El II Congreso Extraordinario
La expulsión de Botella de la Minoría Radical Socialista hizo que la agrupación madrileña se solidarizara con él y decidiera expulsar a Galarza. El motivo era que la policía había maltratado a un dirigente local durante una manifestación anticlerical y, aunque Galarza —por entonces director general de Seguridad— había sancionado a los agentes, se había negado a dar explicaciones. El comité ejecutivo nacional desautorizó a la agrupación y el grupo parlamentario apoyó a Galarza.
Se celebró un nuevo congreso extraordinario en Murcia a partir del 20 de febrero de 1932 para zanjar la situación. En él, Botella explicó su opinión de que la República debía ser de izquierdas y realizar profundas transformaciones para atender las aspiraciones del pueblo. Gordón propuso aprobar normas disciplinarias para evitar hechos semejantes y sancionar a Botella. Domingo volvió a ejercer con éxito de mediador. Advirtió de los peligros del caudillismo, pidió a Botella que se sometiera a la disciplina partidaria y solicitó que se impusieran sanciones solo si se repetían los hechos. Así que Botella volvió al grupo parlamentario y la agrupación de Madrid readmitió a Galarza.

#### La reforma agraria

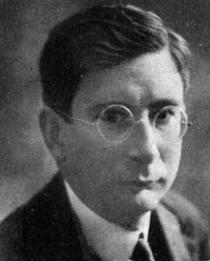
Marcelino Domingo fue fundador del PRRS y encargado de impulsar la reforma agraria. Su actuación fue duramente criticada desde ángulos muy diversos.

A Marcelino Domingo le correspondió abordar uno de los asuntos más difíciles que afrontaba el gobierno, la reforma agraria que diversos sectores sociales reclamaban desde puntos de vista muy diversos. Y ello, dentro de una situación económica muy desfavorable ocasionada por la Gran Depresión. La orientación del ministro combinaba, al igual que el ideario del partido, el liberalismo con un incipiente intervencionismo. Un decreto de 23 de diciembre de 1931 establecía contingentes para la importación de determinados productos agrícolas. Y para promover una planificación indicativa en el sector creó un Consejo Ordenador de la Economía Nacional formado por técnicos independientes que no llegó a tener trascendencia práctica. Puesto que la cosecha de trigo de 1931 había sido escasa, Domingo decidió importar dos millones de quintales de grano. Sin embargo, la cosecha de 1932 fue abundante lo que, unido al trigo importado, provocó un hundimiento de los precios. Algunos le acusaron de beneficiar a los harineros catalanes en perjuicio de los agricultores castellanos.
Domingo presentó un ambicioso proyecto de ley orientado a conseguir la parcelación de los latifundios y el asentamiento en ellos de unos 20 000 jornaleros sin tierra cada año. Puesto que las tierras debían ser expropiadas mediante el pago de indemnización, haría falta una gran cantidad de recursos públicos para llevar la reforma a cabo. El debate parlamentario no interesó a los republicanos de izquierda, y fue criticado por los radicales y obstruido por la Minoría Agraria. Curiosamente, fue el fallido golpe de Estado del general Sanjurjo el que aceleró su tramitación. Las derechas cesaron en su obstrucción, los radicales apoyaron el proyecto y Azaña consiguió que se aprobase la expropiación sin indemnización de las fincas de los implicados en la sublevación. Además se decidió expropiar las fincas de los grandes de España indemnizando solo las mejoras no amortizadas. La Ley de Bases de la Reforma Agraria, con 24 bases, fue aprobada por amplia mayoría en septiembre.
La preocupación de los propietarios se vio incrementada por declaraciones exaltadas de Albornoz y Gordón quienes, actuando más como revolucionarios que como gobernantes, reclamaban socializaciones y nacionalizaciones ajenas a la Ley. Este discurso radicalsocialista no guardaba relación con el tímido desarrollo real de la reforma. El Instituto de Reforma Agraria actuaba con lentitud y la situación financiera del Estado hizo que solo se dedicaran cincuenta millones de pesetas a la materia. Por otro lado, la caída de los precios hizo que algunos propietarios decidieran destinar sus tierras al pastoreo, lo que motivó la aprobación de un decreto de 1 de noviembre por el que las tierras no cultivadas podían ser explotadas durante dos años por campesinos no propietarios. La implementación de la reforma pareció superar la capacidad de Domingo como ministro. Cuando cesó en el cargo al año siguiente los campesinos asentados eran menos de dos mil, lo que acabó por desacreditar su imagen como gestor.
También en el sector agrario, hay que reseñar el fallido intento de Gordón —quien era veterinario de profesión— de crear una Alianza Nacional de Labradores que agrupara a los pequeños propietarios rurales para ampliar las bases del partido. El congreso constituyente se celebró en abril de 1932 y Gordón pidió a todas las agrupaciones del PRRS que promovieran el crecimiento de la organización. Sin embargo, el proyecto —intermedio entre las posiciones de la Minoría Agraria y de la Federación Nacional de Trabajadores de la Tierra— no terminó de cuajar.

#### La reforma penitenciaria

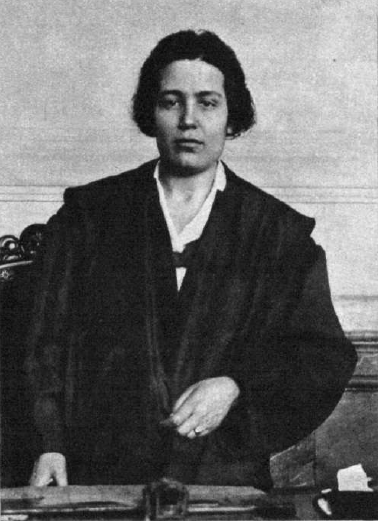
Victoria Kent se opuso a la introducción del sufragio femenino e impulsó una avanzada reforma penitenciaria

En un segundo nivel de gobierno destaca la actuación de Victoria Kent. Nombrada directora general de prisiones el 19 de abril de 1931, llevó a cabo una importante y controvertida reforma penitenciaria. El hecho de que muchos de los nuevos gobernantes hubieran conocido bien las cárceles de la monarquía les convenció de la necesidad de un cambio. En su elección pesó su condición de mujer, ya que, conforme a la mentalidad de la época, se consideraba tendría una mayor clemencia. Inspirada en los principios expuestos por Concepción Arenal y Pedro Dorado Montero, se preocupó por mejorar las condiciones de vida de los internos y aumentar sus derechos, encaminando el sistema penitenciario al objetivo último de lograr la reeducación del criminal.
A los pocos días de tomar posesión aprobó dos importantes cambios: eliminar la obligatoriedad de la asistencia de los reclusos a los actos religiosos católicos y permitirles el acceso a la prensa (salvo a los que estuvieran en régimen de aislamiento o incomunicación). Un mes más tarde se suprimió el cuerpo de capellanes y se reconoció el derecho a recibir asistencia religiosa de otras religiones. También se colocaron en los centros buzones de quejas y sugerencias para que los internos pudieran expresarse sin temor a ser objeto de represalias. Por otro lado, se intentó mejorar la alimentación de los presos, estableciendo un sistema centralizado y que concedía cierta participación a los propios reclusos, si bien la medida tuvo un éxito limitado. Uno de los cambios más simbólicos fue la retirada de todas las cadenas y grilletes que todavía existían, con las que se fundió una estatua dedicada a Concepción Arenal. También se establecieron de forma minuciosa las medidas y características que debían tener las mantas destinadas a los internos.
Una decisión polémica fue el cierre de numerosos centros penitenciarios, antiguos y desfasados, y la construcción de otros nuevos. Se suprimieron numerosas pequeñas prisiones de partidos judiciales. A pesar de la inicial disminución del número de reclusos debido a la menor utilización de la prisión preventiva, la medida contribuiría con el tiempo a originar un hacinamiento a partir de la aprobación de la Ley de vagos y maleantes. Además, supuso la excedencia forzosa de un buen número de funcionarios a los que no se podía trasladar a los centros restantes.
El personal de los centros era el mismo de la Dictadura, y Kent era muy crítica con él. Obligó a los funcionarios a residir en la misma localidad donde estaba su puesto de trabajo so pena de considerarlos incursos en abandono de servicio y centralizó el organigrama en torno a la Dirección General. Este tipo de medidas le enemistaron con los empleados públicos, que reaccionaron con un fuerte corporativismo. A los pocos meses se celebraron las primeras oposiciones al cuerpo, en las que se exigía que los candidatos fueran suboficiales de la Guardia Civil, Cuerpo de Carabineros, Ejército, Armada u otros cuerpos de seguridad de hasta 55 años. El 24 de octubre de 1931 se creó la Sección femenina del Cuerpo de Prisiones, con la que se pretendía sustituir la labor que hasta entonces venían haciendo las Hijas de la Caridad. El nuevo cuerpo sería encargado de la rehabilitación, permaneciendo las cuestiones disciplinarias en manos de los funcionarios del Cuerpo de Prisiones. A diferencia de estos, las nuevas funcionarias debían tener entre 25 y 45 años, se consideraba como mérito disponer de algún título facultativo y se examinaba de conocimientos de cultura general a quienes no lo tenían. Además, las elegidas realizaban un curso de formación. Kent encontró menor oposición en este nuevo cuerpo diseñado por ella.
La labor de Kent fue muy criticada debido a las numerosas fugas que se produjeron a principios de 1932, lo que, unido a sus enfrentamientos con los funcionarios de prisiones, fue utilizado por sus adversarios para desacreditar su reforma. El 4 de junio de 1932 fue efectiva su dimisión. Sus sucesores intentaron mejorar la relación con los funcionarios y la eficacia administrativa, y disminuyeron la importancia del correccionalismo en favor de una cierta vuelta a las medidas retributivas tradicionales.

#### El mantenimiento del orden público
También en un segundo nivel de gobierno es reseñable la actuación de Ángel Galarza al frente de la Dirección General de Seguridad. Dicha responsabilidad, mantenida durante la etapa del Gobierno Provisional y durante el segundo gobierno de Azaña, resultó compleja en un partido que hacía de la defensa de las libertades y del pacifismo señas de identidad importantes, y que se había enfrentado a las fuerzas del orden hasta pocos meses antes.
Galarza era uno de los fundadores del PRRS, jurista de formación y desempeñó el importante cargo de fiscal general de la República durante los primeros meses de esta. Como tal, había iniciado los procesos para depurar las responsabilidades de colaboradores de la Dictadura, las del Desastre de Annual y la revisión del proceso a Galán y García Hernández por la sublevación de Jaca. También formuló personalmente la acusación contra el exiliado Alfonso XIII. Pero tras la quema de conventos de mayo, fue nombrado director general de Seguridad para asegurar el mantenimiento del orden. Su actuación hizo que otros militantes radical socialistas le acusaran de continuar la línea de Miguel Maura, quien había sido Ministro de la Gobernación en el primer gobierno provisional presidido por Alcalá-Zamora.
El comportamiento represivo de la Guardia Civil fue una preocupación para los nuevos gobernantes, que crearon el Cuerpo de Seguridad y Asalto como alternativa para reprimir los disturbios callejeros. Por el contrario, no tuvo éxito la propuesta del también radical socialista Antonio Jaén de crear una «Milicia Nacional de la República». El propio Galarza manifestaría varias veces su poca confianza en la Guardia Civil. La probable aplicación por este cuerpo de la ley de fugas durante la huelga anarquista de Sevilla de julio de 1931 marcó las primeras críticas. Pero los posteriores sucesos de Castilblanco y de Arnedo propiciaron nuevas intervenciones críticas de diputados del PRRS. Las deportaciones tras la insurrección anarquista del Llobregat hicieron aumentar las protestas por parte, sobre todo, de Eduardo Ortega.
En un tercer nivel de gobierno, tuvieron importancia los diversos gobernadores civiles del Partido Radical Socialista. Aunque el conservador Miguel Maura los descalificó en sus memorias por considerar que eran revolucionarios incapaces de mantener el orden, lo cierto es que varios de ellos tuvieron estabilidad en el cargo. En su mayoría, debían el nombramiento a su afinidad con Domingo o con Albornoz, y muchos tuvieron un papel importante en el desarrollo de las elecciones de 1931. Las constantes divisiones en el PRRS explican que la retirada del gobierno del Partido Republicano Progresista y del Partido Radical no conllevara un aumento del número de gobernadores radicales socialistas, lo que provocó quejas de dirigentes del partido. El enfrentamiento con los socialistas en algunas provincias explica el progresivo crecimiento de un sector antisocialista en el partido.

#### Los estatutos regionales
El PRRS apoyó el Estatuto catalán en su trámite parlamentario. Aunque el peso de su defensa recayó en Azaña, destacó también un discurso de Valera basado en sus planteamientos federales. No obstante, la tradicional falta de disciplina del partido propició la presentación de enmiendas individuales que alentaron el obstruccionismo de la Minoría agraria. La oposición llegó a ser tan fuerte que Domingo sopesó convencer a Francesc Macià de que retirara temporalmente el proyecto. Al igual que con la reforma agraria, fue la Sanjurjada la que desbloqueó la tramitación de la ley, que fue aprobada por amplia mayoría.
Tras la retirada del primer proyecto de estatuto vasco-navarro, el PNV presentó el 18 de abril de 1932 una nueva propuesta mejor acogida por republicanos y socialistas. Sin embargo, el PRRS de Navarra, como otras fuerzas políticas de la región, se opuso al proyecto. Pese a la postura favorable del PRRS vasco, ello no evitó enfrentamientos violentos con los nacionalistas, como cuando el 14 de mayo de 1933 unos autobuses cargados de militantes fueron objeto de un ataque con armas de fuego y dos personas fallecieron. El vasco Vicente Fatrás censuró duramente el clericalismo nacionalista. Las vacilaciones sobre el estatuto afectaron a toda la izquierda, que no tuvo una postura definida ni unida. El 5 de noviembre de 1933, una mayoría del electorado vasco respaldó el proyecto.
También se dividió el partido ante el proyecto de estatuto para Galicia. Aunque Manuel García Becerra participó en una comisión autonomista creada en octubre de 1931, una minoría encabezada por Domingo Quiroga se unió a los radicales para combatir el proyecto. En octubre de 1932, el partido formó su federación gallega, dirigida por el autonomista Laureano Santiso. El referéndum no llegó a celebrarse durante la legislatura.

#### El III Congreso y la expulsión de los disidentes
El asunto del presupuesto del clero volvió a hacer renacer la división en el partido. La Constitución había establecido que se suprimiría en dos años, y el Gobierno quería reducirlo ese primer año. Botella consiguió que el grupo parlamentario acordara defender la inmediata supresión, pero Domingo convenció al grupo de que cambiara de opinión porque se trataba de una política apoyada por el Gobierno. Pese a ello, Botella y Eduardo Ortega presentaron una enmienda que pedía la supresión y que fue ampliamente derrotada en el pleno. Puesto que ya en el anterior congreso se había decidido mantener la disciplina, el grupo parlamentario excluyó a ambos disidentes con el apoyo del comité ejecutivo del partido y la oposición, una vez más, de la agrupación madrileña.

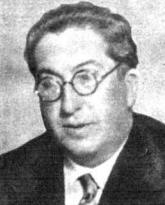
Eduardo Ortega y Gasset fue expulsado del partido durante el III Congreso.

El III Congreso se celebró en Santander entre el 28 de mayo y el 1 de junio de 1932. El comité nacional propuso la expulsión de Botella y Ortega y la disolución de la agrupación de Madrid. Ortega censuró lo que consideraba imposición de las posiciones del Gobierno a la minoría parlamentaria, a la que no se consultaba acerca de las actuaciones ministeriales. Criticó también la Ley de Defensa de la República y el lento avance de la reforma agraria. Sin embargo, los delegados acordaron por amplia mayoría expulsar a los disidentes.
A continuación, Domingo propuso mantener la unión con los demás partidos de izquierda y, en caso de requerirlo la situación —alusión a los movimientos golpistas— ampliar el acuerdo a las fuerzas que apoyaron el advenimiento de la República. Aquí se reflejaron las divisiones existentes en el partido, con sectores más favorables al entendimiento con los radicales, otros más proclives a los socialistas y un sector que simpatizaba más con la CNT y criticaba tanto la colaboración con conservadores y progresistas como con los socialistas. Sin embargo, la intervención de Gordón a favor del pacto con el PSOE decidió al Congreso a apoyar la propuesta oficial.
Por último, se aprobaron unos estatutos propuestos por Valera que dotaban al PRRS de una organización democrática basada en ejecutivas locales, provinciales y nacional, y con la posibilidad de crear un nivel regional. El Congreso estaría compuesto por delegados de las agrupaciones locales y elegiría un comité ejecutivo nacional. Los miembros de este integrarían un consejo nacional junto con el jefe de la minoría parlamentaria y delegados regionales. La elección de los candidatos a Cortes sería facultad de las asambleas provinciales. También se reforzó la disciplina del grupo parlamentario.

#### La «Sanjurjada»
Durante la gestación del intento de golpe de Estado del general Sanjurjo, los radicales socialistas ayudaron a exaltar los ánimos. La prensa publicó que el 19 de junio, Albornoz había dicho en un mitin que los generales pensaban que el régimen iba a tambalearse porque ellos estornudasen, lo que irritó a altos mandos militares. Aunque el ministro negó haber hecho tal comentario, el incidente agravó la mala opinión que Azaña ya tenía de él. El «incidente de Carabanchel» hizo que la dirección del PRRS aprobara, a propuesta de Gordón un manifiesto que pedía mano dura con los jefes militares faltos de «fervor por la República»; nuevamente fue Domingo quien impidió la publicación del comunicado. Cuando el 10 de junio Lerroux criticó públicamente la participación socialista en el Gobierno, Gordón replicó con un discurso que recordaba los maximalistas objetivos nacionalizadores del partido y, más tarde, afirmó que tanto el Ejército como la Iglesia habían sido dos «antiestados» durante el régimen monárquico.
Tras el fracaso de la intentona golpista, Sanjurjo fue condenado a muerte. El grupo parlamentario del PRRS se pronunció a favor de la ejecución de la sentencia, pero Domingo se sumó a la postura mayoritaria de los ministros a favor del indulto. A Azaña le irritó la intransigente postura de muchos radicales socialistas a los que consideraba capitaneados por Galarza. A pesar de la medida de gracia, la represión fue severa, y, además de otras medidas, se aprobó una ley que permitió al Gobierno separar del servicio a numerosos funcionarios públicos. Albornoz pudo así jubilar de forma forzosa a más de cien jueces y fiscales.

#### Las elecciones de Cataluña
El 20 de noviembre de 1932 se celebraron las elecciones al nuevo parlamento catalán, creado en virtud del Estatuto. Esquerra Republicana de Catalunya, consciente de su fuerza, no quiso incluir en su coalición al PRRS a pesar de la vinculación existente a través de Domingo. Este plantó cara en la provincia de Tarragona, donde contaba con fuertes apoyos, aliándose con el Partit Catalanista Republicà (PCR), el PSOE y los federales. Sin embargo, los rabassaires —viticultores aparceros— estaban muy descontentos con él por no haber satisfecho sus demandas como ministro de Agricultura, lo que le supuso tener un mal resultado en las zonas rurales. El resultado en la provincia fue casi de un triple empate, pero las características del sistema electoral propiciaron que la Esquerra y sus aliados obtuvieran once representantes por haber quedado en primer lugar; la Lliga Regionalista consiguió dos y solo uno fue para el PCR. Posteriormente los radicales socialistas se reorganizaron en Cataluña formando un partido autónomo pero vinculado al PRRS.

#### La unión de los republicanos
Durante varios meses, se barajó la posibilidad de unir a los principales grupos republicanos. Acción Republicana tenía buenas relaciones con el Partido Republicano Gallego, con Esquerra Republicana de Catalunya y con Domingo, si bien Albornoz se oponía a la idea. Todos juntos hubieran formado el mayor grupo parlamentario, y junto con el Partido Republicano Radical, hubieran estado cerca de la mayoría y en condiciones de formar un gobierno sin los socialistas. Sin embargo, el PSOE, en su congreso de octubre, decidió continuar dentro del gobierno y el PRRS se pronunció en contra de admitir a los radicales en la nueva formación. Por consiguiente, el 9 de noviembre se formó una federación que englobaba a las cuatro minorías que apoyaban al Gobierno en un único grupo parlamentario. Se formó una ponencia de la que formaba parte Galarza para plasmar el acuerdo, pero Artigas atacó su actuación. La tradicional ingobernabilidad de la minoría radical socialista hizo naufragar el proyecto. Gordón se unió a Artigas en la defensa de la autonomía de cada grupo e intentó —con el apoyo de la mayoría del partido— ser el presidente del nuevo grupo parlamentario. Sin embargo, los demás grupos apoyaron a Galarza, quien resultó elegido. Azaña sacó la impresión de que Gordón y Albornoz habían hecho todo lo posible por evitar la formación de un grupo fuerte. La nueva Federación de Izquierdas Republicanas Parlamentarias Españolas (FIRPE) nació así con poco entusiasmo.

### El declive de las izquierdas

#### Casas Viejas
El impulso que el Gobierno había tomado tras la Sanjurjada decayó pronto de forma paulatina pero irreversible debido al impacto que tuvieron los denominados «sucesos de Casas Viejas» de enero de 1933, en los que la represión policial de una nueva insurrección de la CNT incluyó el asesinato de unos catorce detenidos. Aunque no hubo constancia de que el Gobierno estuviera implicado, su tardanza en conocer y reconocer los hechos proporcionó argumentos a la oposición conservadora, radical y de extrema izquierda para censurarle. El 14 de febrero, Azaña ratificó de forma decidida la unidad de acción con los socialistas, lo que desató las discrepancias en el seno del PRRS. El hasta entonces extremista Joaquín Pérez Madrigal criticó lo que consideraba una entrega a los socialistas y pidió la ampliación de la FIRPE a radicales y otros grupos. Tuvo el apoyo inicial de otros diputados, como Francisco López de Goicoechea y José Moreno Galvache. En esta ocasión, sin embargo, Albornoz respaldó el criterio de Azaña.
Pero el principal adversario de la política de Azaña en el PRRS era Gordón, quien intentó el 21 de febrero que el partido provocara una crisis de gobierno. La tentativa fue frenada en el comité ejecutivo por el voto de Domingo, Albornoz, Salmerón y Manuel Ruiz Maya. La noche del 23 de febrero, Albornoz y Domingo aconsejaron a Azaña abandonar, ante el descrédito del Gobierno, pero al día siguiente el Consejo de Ministros decidió continuar, con el apoyo del mismo Albornoz. Gordón contaba con el apoyo de Valera y del aragonés Ramón Feced, entre otros, y el grupo parlamentario presionó para que los dos ministros radicales socialistas dimitieran para que el partido se liberara de la responsabilidad gubernamental provocada por lo que consideraban negligente investigación de los hechos. Domingo y Albornoz consiguieron evitar la caída del gobierno amenazando con abandonar el partido y —en el caso del primero— también la política si el partido no otorgaba su confianza al Gobierno. Al saber que contaba con ella, Azaña presentó una cuestión de confianza y la ganó. Feced, Valera y Gordón dimitieron de sus cargos de directores generales de Industria, Agricultura y Minas, respectivamente, y la autoridad de Domingo y Albornoz quedó agotada.
Al avanzar el conocimiento de los hechos, Botella planteó una moción de censura el 2 de marzo y, aunque fue derrotada, cuatro diputados radical socialistas se abstuvieron. El día 5 de marzo, el Gobierno era consciente de que se habían producido asesinatos en Casas Viejas y Azaña decidió informar de ello al parlamento, pero la incógnita era la reacción del grupo del PRRS. A pesar de nuevas revelaciones comprometedoras, el 16 de marzo el Gobierno revalidó la confianza de la cámara, aunque con cinco abstenciones radicales socialistas.
El 23 de abril se celebraron elecciones municipales en cerca de 2500 municipios, la mayoría pequeños. Aunque el resultado no podía ser representativo, Albornoz dijo que un resultado adverso provocaría una crisis de gobierno. Los resultados completos no se publicaron nunca y son de difícil interpretación, pero han sido generalmente valorados como una derrota del Gobierno y dieron nuevos ánimos a los grupos de oposición de derecha, centro e izquierda, que mantuvieron la táctica obstruccionista que venían desarrollando.

#### La Ley de Congregaciones
Una de las leyes que faltaba por aprobar para que las Cortes dieran por finalizada su labor era la Ley de Congregaciones, que desarrollaría el artículo 26 de la Constitución. Aunque el proyecto era ya muy severo con las órdenes religiosas, a las que prohibía incluso la enseñanza —medida muy drástica en un país en el que los religiosos formaban a más de 350 000 alumnos de enseñanza primaria—, la minoría radical socialista quería ir más allá. Impulsada por Valera y Albornoz, pretendía prohibir que los clérigos pudieran realizar labores docentes, que la prohibición para las órdenes se aplicara desde el siguiente mes de octubre y que se pudiera nacionalizar los centros católicos si fuera necesario. Simultáneamente, la Iglesia excomulgó al sacerdote y diputado radical socialista Luis López-Dóriga, lo que enardeció más los ánimos.
Ante la incapacidad de Domingo y Albornoz, el mismo Azaña tuvo que convencer al grupo radical socialista para que la primera propuesta se orillara y para retrasar la prohibición hasta enero. Finalmente, el grupo radical, que había obstruido la tramitación de la ley, la apoyó en la votación final y fue aprobada el 17 de mayo de 1933. El asunto empeoró las relaciones del Gobierno con el presidente de la República y con la Iglesia, que se movilizó contra la nueva norma.

#### El IV Congreso
La división existente auguraba una escisión cuando el 3 de junio de 1933 se inauguró el IV Congreso en Madrid. En él había representación de todas las regiones españolas, particularmente del eje formado por Aragón, Valencia y Murcia, aunque era débil la de Cataluña, Galicia, islas Baleares y Canarias. Puesto que el coste del desplazamiento resultaba prohibitivo, muchas agrupaciones delegaban en diputados u otras figuras del partido. La batalla preliminar se libró en la comisión de actas, que cuestionaba las actas de las agrupaciones recién constituidas o que mostraban un desmesurado incremento de miembros justo antes del congreso. El criterio restrictivo fue atacado por Gordón, ya que la delegación de Murcia era afín a sus tesis y había mostrado altibajos de militancia antes y después de los congresos. Finalmente se admitió a las agrupaciones al corriente en sus pagos y a un representante antigubernamental por Murcia, lo que dio la mayoría al sector de Gordón.
Gordón, quien estaba apoyado en el comité ejecutivo por Valera y por Moreno Galvache, pronunció un discurso de seis horas en el que censuraba a Azaña por imponer sus criterios de forma dictatorial sin consultar con los aliados; al PSOE por ser poco sincero en su colaboración, al estar planteándose ya la revolución socialista como alternativa al fascismo; y al Gobierno por ineficaz y carente de autoridad. Tomó la palabra después Galarza defendiendo la alianza con los socialistas, y le siguieron un gran número de oradores. El día 7 intervino por fin Domingo —a quien apoyaban en la ejecutiva Salmerón, Albornoz y Ruiz Maya— que repitió sus conocidos argumentos en defensa del Gobierno de forma emocionante. Fue entonces cuando tuvo lugar un sorprendente abrazo entre Gordón y Domingo que simbolizaba la reconciliación entre las dos facciones. Se suspendió la sesión y el comité ejecutivo redactó una resolución consensuada que fue aprobada por aclamación. Puesto que Azaña propuso al día siguiente una cuestión de confianza, es muy posible que Gordón estuviera enterado. La resolución decía que la colaboración con los socialistas era conveniente, lo que fue satisfactorio para Domingo y su sector, pero en el nuevo comité ejecutivo Ruiz Maya fue sustituido por el alicantino López Orozco, lo que dio la mayoría al sector de Gordón. También se autorizaba al comité ejecutivo y al grupo parlamentario a elaborar un programa de gobierno que sería presentado a los socios de la coalición.
De esta forma, la única baja significativa del congreso fue el antes extremista de izquierdas Joaquín Pérez Madrigal, quien se incorporaría en breve al Partido Radical. El congreso también reafirmó el pacifismo del partido y acordó que habría que reconocer a la Unión Soviética en su momento.

#### El nuevo gobierno Azaña
El 8 de junio de 1933, el presidente Alcalá Zamora forzó la dimisión de Azaña con el objetivo de recomponer una mayoría que incluyera a los radicales. Para ello, ofreció formar nuevo gobierno a dirigentes de los tres principales partidos, entre ellos a Marcelino Domingo. Este, discutido en su propio partido, puso poca voluntad y ni siquiera se reunió con los radicales. Sí consultó a los federales, quienes exigieron la derogación de la Ley de Defensa de la República, momento en que el político catalán desistió. De esta forma, el encargo recayó nuevamente en Azaña, quien formó un ejecutivo similar al anterior, salvo por la incorporación de Esquerra Republicana de Catalunya. Ofreció a Domingo pasar a ocupar la cartera de Estado (Asuntos Exteriores), pero este prefirió continuar en Agricultura. Puesto que Albornoz quería dejar el Ministerio de Justicia, hubo de buscar a otro miembro del PRRS para otro ministerio. Domingo y Albornoz propusieron a Gordón para mantener la unidad del partido, pero Azaña se negó. Cuando mencionó a Galarza le dijeron que eso provocaría la fractura del PRRS, por lo que eligió a Domingo Barnés, entonces subsecretario de Instrucción Pública, como nuevo responsable de ese mismo ministerio.
El verano tuvo una fuerte conflictividad social debido a la crisis económica, a la aplicación de la Ley de Reforma Agraria y al efecto que la reciente llegada al poder de Adolf Hitler tuvo sobre izquierdas y derechas. En el PSOE, Largo Caballero se iba desplazando desde el reformismo social hacia posiciones revolucionarias; y las derechas sentían cierta fascinación por el nuevo canciller de Alemania. En ese contexto la incapacidad de Domingo para gestionar la Reforma Agraria se ponía cada vez más de manifiesto. Tras muchas indecisiones, el 20 de junio anunció que la reforma comenzaría a aplicarse en septiembre y que sería complementada por una nueva Ley de Arrendamientos Rústicos. El proyecto amenazaba los intereses de los propietarios de tierras arrendadas, pues adoptaba varias medidas favorables a los arrendatarios que les facilitarían el acceso a la propiedad. En consecuencia, la Minoría agraria planteó una nueva obstrucción parlamentaria. Ramón Feced promovió una fórmula de compromiso que fue finalmente aceptada por la mayoría. No obstante, la ley no llegaría nunca a ser aprobada.

#### Hacia la ruptura

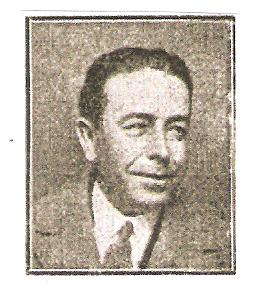
Francisco López de Goicoechea, procedente de la conflictiva agrupación murciana, fue uno de los diputados que más atacó al gobierno de coalición con los socialistas.

La división interna del partido solo había sido aplazada. El sector antigubernamental, ahora mayoritario, procedió a elaborar un programa de gobierno tal como se había acordado en el IV Congreso. La idea era aprobar un programa que impidiera la continuidad del pacto con los socialistas. El 14 de junio de 1933 el comité ejecutivo aprobó un proyecto de bases de gobierno, pero según lo acordado en el congreso, hubo de pasarlo al grupo parlamentario, donde eran mayoritarios los seguidores de Domingo. El sector de Domingo limó algo el contenido antisocialista del proyecto, pero este siguió conteniendo numerosos puntos conflictivos como la petición de modificar la Ley de Términos Municipales que imponía la contratación de jornaleros desempleados de la propia localidad frente a los de otros lugares, la de inspeccionar la actuación de los alcaldes andaluces y extremeños, la de incrementar el número de gobernadores civiles del PRRS o la exigencia de libertad de trabajo con independencia de la afiliación sindical. El 7 de julio, el documento fue entregado a Azaña. Durante el proceso, Domingo hizo una crítica pública en el Heraldo de Madrid insinuando que un sector del partido actuaba influido por el político independiente Felipe Sánchez-Román, pero una réplica de Moreno Galvache le obligó a rectificar públicamente.
Paralelamente, Gordón promovió el nombramiento de Albornoz como presidente del Tribunal de Garantías Constitucionales, algo que Azaña interpretó como un deseo de neutralizarle políticamente. Gordón expuso sus intenciones en una conferencia que pronunció el 23 de julio de 1933, en la que defendió la unión de todos los republicanos de izquierda —concepto en el que él incluía a los radicales— para afirmar el principio de autoridad y modificar la reforma agraria. Su discurso advertía ya explícitamente del peligro de una dictadura socialista. Domingo replicó con otra conferencia en la que defendió la colaboración con los socialistas como fórmula para alejar a los trabajadores de la idea de dictadura del proletariado. A Azaña le disgustaron ambos discursos, pues la idea de «concentración republicana» tenía también defensores en su propio partido. De hecho, Acción Republicana debatió el proyecto el 27 de julio sin que la división de opiniones permitiera acuerdo alguno.
El mismo día 27, Gordón pidió a Azaña una respuesta inmediata al proyecto, lo que sorprendió al segundo porque creía que se trataba de un texto para el debate que no impedía la continuidad del Gobierno. Azaña pidió a los ministros radicales socialistas, Domingo y Barnés, que aclararan la situación. Estos convocaron una reunión de la minoría parlamentaria para el 2 de agosto. Aunque Gordón dijo que no había nada que discutir porque se trataba de una competencia del comité ejecutivo, los parlamentarios decidieron por amplia mayoría convocar a aquel al día siguiente para debatir conjuntamente la cuestión. El comité no acudió y, en su ausencia, el grupo decidió que el texto presentado no era un ultimátum, sino una mera propuesta susceptible de discusión. El comité declaró nulo ese acuerdo y convocó un congreso extraordinario para resolver la cuestión. A su vez, el grupo parlamentario negó la capacidad del comité para rechazar su acuerdo, se opuso a la celebración del Congreso y pidió la convocatoria del consejo nacional. Las organizaciones locales comenzaron a tomar partido a favor de uno u otro sector.

## En los gobiernos de centro-izquierda

### El primer gobierno de Lerroux
El 3 de septiembre de 1933 se celebraron elecciones en las que los concejales de las distintas regiones debían designar a quince de los vocales del Tribunal de Garantías Constitucionales. La división de las izquierdas propició una victoria de la oposición que debilitó aún más al Gobierno. El presidente Alcalá-Zamora retiró la confianza al Gobierno de Azaña y abrió consultas. El PRRS hizo notar al Presidente la «conveniencia» de contar con los socialistas pero también la «necesidad» de incluir a los radicales en el ejecutivo. Finalmente, Lerroux recibió el encargo de formar gobierno, lo que contó con el beneplácito de Acción Republicana. Fueron nuevamente los radicales socialistas el principal obstáculo para el acuerdo. En una turbulenta reunión celebrada el día 10, Gordón, Emilio Palomo y López Goicoechea se pronunciaron a favor de colaborar, mientras que Domingo, Galarza, Gomáriz y Baeza se opusieron. El grupo parlamentario decidió exigir a Lerroux la inclusión de los socialistas en el ejecutivo. Como el líder radical se negó a ello, el PRRS rechazó colaborar. La situación se desbloqueó por la intervención de Azaña y Alcalá-Zamora y el grupo radical socialista aceptó colaborar en contra del criterio de Domingo y sus seguidores. Finalmente, Domingo Barnés en Instrucción Pública y Ramón Feced en Agricultura fueron los ministros del partido el 12 de septiembre. El PRRS presentó a Lerroux las mismas bases que había presentado a Azaña en su momento, y el nuevo presidente dijo que coincidían con la orientación política de su gobierno.

### El III Congreso Extraordinario y la ruptura definitiva

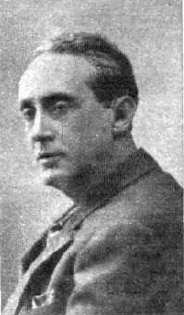
Benito Artigas fue el único de los fundadores del PRRS que permaneció en el mismo tras la ruptura

El III Congreso Extraordinario se celebró del 23 al 25 de septiembre de 1933. Aunque los dos sectores enfrentados habían recabado apoyos, el de Gordón contaba con la ventaja que le proporcionaba ocupar la secretaría general. Se reprodujo la discusión acerca de las actas y nuevamente fue la agrupación de Murcia la decisiva. Finalmente, fueron aprobadas las actas de la delegación que apoyaba a Gordón por 33 372 a 25 857 votos, lo que proporcionó otros cinco mil votos al sector mayoritario.
Una vez seguro de sus apoyos, el secretario general presentó una ponencia que proponía censurar explícitamente a Marcelino Domingo, Francisco Barnés y Galarza, excluyendo claramente cualquier posibilidad de compromiso. Acusó a la minoría de haberle impedido encabezar el nuevo gobierno y de ser responsable de la imagen de desunión que ofrecía el partido. Galarza le replicó acusándole a su vez de haber propiciado la formación de una coalición que unía a monárquicos y radicales en un propósito común de atacar a la conjunción republicano-socialista que había gobernado hasta pocos días antes. Dicha «coalición extraña» era, según él, el primer paso para una restauración de la monarquía. También criticó la medida del Gobierno de Lerroux de incumplir la Ley de Términos Municipales, pues dijo que en algunas localidades los salarios se habían visto reducidos a la mitad.
Durante la mañana del día 24, la tensión llegó a tal punto que degeneró en un enfrentamiento a bastonazos. Por la tarde, Domingo intervino para anunciar su separación del partido con el fin de mantener los ideales del mismo, pero su intervención fue interrumpida por los gritos de protesta. Esa misma noche, los escindidos se reunieron en la agrupación madrileña y decidieron crear el que se denominaría Partido Republicano Radical Socialista Independiente (PRRSI). El nuevo partido contó con tres de los cuatro fundadores del PRRS: Domingo, Albornoz y Galarza, además de con Salmerón, Baeza, Francisco Barnés, Victoria Kent, López-Dóriga, Antonio Pérez Torreblanca y Gregorio Vilatela. Del grupo parlamentario, 26 diputados se adscribieron a la nueva formación.
Una vez libre de los disidentes, el sector mayoritario eligió a Gordón como presidente, a Julio López Orozco como vicepresidente, a Moreno Galvache como secretario, a Artigas como tesorero y a Valera, Vicente Fatrás y Antonio Guallar como vocales. Solo catorce de los diputados del grupo se mantuvieron fieles al partido. Otro grupo de parlamentarios se mantuvo neutral. También las agrupaciones locales se dividieron. El ministro Domingo Barnés se manifestó opuesto a la escisión pero se mantuvo neutral. Como resultado, la fuerza del partido se redujo considerablemente.

### El primer gobierno de Martínez Barrio
Lerroux se enfrentó con el Parlamento el mismo 2 de octubre, buscando probablemente conseguir la disolución de las Cortes y que su Gobierno se encargara de organizar las nuevas elecciones. Sin embargo una moción de desconfianza de los socialistas acabó con su presidencia. Tras varios intentos fallidos, Alcalá-Zamora encargó la formación de nuevo gobierno al segundo de Lerroux en el Partido Radical, Diego Martínez Barrio, decisión acompañada de la de disolver las Cortes. Los socialistas se negaron a participar en el nuevo ejecutivo con el argumento de que Martínez Barrio había sido ministro en el gobierno que había perdido la confianza de las Cortes. Finalmente, en un nuevo gobierno de centro izquierda presentado el 9 de octubre, Gordón fue nombrado Ministro de Industria y Comercio y Domingo Barnés siguió siendo Ministro de Instrucción Pública, si bien este último se había declarado neutral tras la división y era dudosa su adscripción al PRRS. La principal misión del Gobierno fue la organización de las nuevas elecciones.

## Las elecciones de 1933

### La campaña
La primera vuelta de las elecciones se celebró el 19 de noviembre de 1933 conforme a lo dispuesto en la Ley aprobada el 27 de julio del mismo año por la mayoría gubernamental. Básicamente, mantenía el sistema mayoritario aprobado en 1931 por el Gobierno Provisional, con la salvedad de la introducción del sufragio femenino y las exigencias de que un candidato debía obtener al menos el 40 % de los votos para ser elegido en primera vuelta y el 8 % para participar en la segunda. Azaña tenía la creencia de que, con estas medidas, aunque republicanos y socialistas se presentaran desunidos a la primera vuelta, se unirían para la segunda. La desunión fue un hecho, pues en el PSOE se había impuesto la corriente que se desentendía del proyecto reformista republicano y se presentó en solitario en la mayoría de las circunscripciones. Además, las discrepancias respecto a la conveniencia de una eventual alianza con los socialistas dividían a los republicanos. Salvo el ministro Claudio Sánchez-Albornoz, pocos eran los partidarios de una coalición de todos los partidos gubernamentales.
La división se impuso. De las 33 circunscripciones en las que concurrió, el PRRS se presentó en trece de ellas en solitario, lo que le daba escasas posibilidades de obtener representación. En otras siete se presentó en candidaturas de concentración republicana que incluían al Partido Radical. A pesar de sus diferencias con sus antiguos compañeros, en nueve provincias más se presentó en coalición con otros partidos republicanos de izquierda. Tan solo en cuatro lugares formó parte de candidaturas conjuntas con los socialistas. Un buen ejemplo de la división republicana se dio en la provincia de Burgos, donde una coalición del PSOE, Acción Republicana y PRRSI se enfrentó a otra formada por el Partido Radical, el PRRS y Sánchez-Albornoz, quien era miembro de AR.
Gordón pronunció un significativo discurso en Murcia el 10 de noviembre. En él volvió a insistir en el peligro de lo que él denominaba como «antiestados»: la Iglesia católica, el Ejército y la aristocracia, a los que identificaba con la derecha que había sido representada por los agrarios. Censuró a los republicanos que se aliaban con ellos —aunque eso incluía a los radicales con los que él mismo formaba coalición en León— y decía que era preferible votar a los socialistas antes que a esas alianzas. También defendió la separación amistosa de republicanos y socialistas y consideró inadmisible la lucha de clases, aunque aceptando que era necesario hacer reformas sociales. De esta forma, aunque propugnaba la ruptura con los socialistas, defendía la política realizada en el primer bienio.

### Los resultados

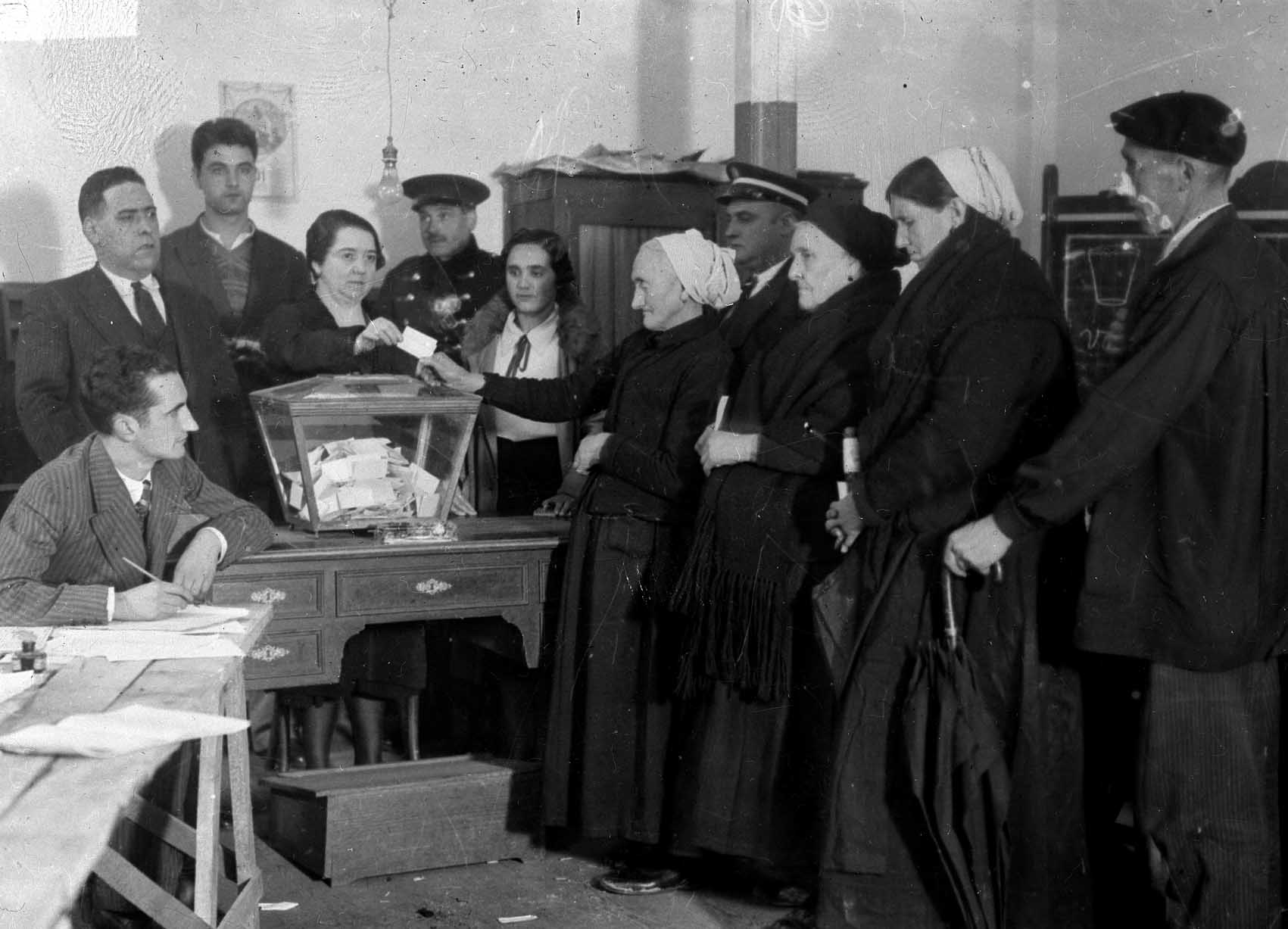
Mujeres votando en Éibar. Muchos radicales socialistas achacaron la derrota de la izquierda al voto femenino.

Hay cierto consenso en que las de 1933 fueron las elecciones más limpias celebradas hasta entonces en España. Prueba de ello es que ni el Ministro de la Gobernación Manuel Rico Avello, ni el subsecretario Justino de Azcárate resultaron elegidos. Incluso el presidente Martínez Barrio tuvo dificultades para ser reelegido. Azaña se equivocó. La primera ronda fue decisiva; las derechas avanzaron notablemente, los socialistas retrocedieron y los republicanos de izquierdas fueron aplastados. Gordón fue el único diputado que obtuvo el PRRS, y ello gracias al pacto con los radicales en León. Incluso sus rivales del PRRSI, también duramente castigados, obtuvieron dos representantes más. De haberse mantenido la coalición republicano-socialista de 1931, hubiera ganado las elecciones, pero sus divisiones perjudicaron a casi todos. Solo el Partido Radical de Lerroux obtuvo un resultado superior al de las precedentes elecciones. La segunda vuelta ratificó la nueva correlación de fuerzas. Los radicales establecieron nuevos pactos con la Confederación Española de Derechas Autónomas (CEDA), la nueva formación creada por José María Gil-Robles que había conseguido ser la primera minoría; incluso rompieron su pacto con el PRRS en Alicante. En Murcia, la competencia entre dos candidaturas de izquierda —una compuesta por el PSOE y el PRRSI y otra por el PRRS y los federales— propició la victoria de la derecha; este fue el último episodio del largo enfrentamiento entre las dos facciones murcianas del radical socialismo.
La pérdida de apoyo popular de las izquierdas, su desunión y la ley electoral que ellas mismas habían elaborado dieron como resultado una Cámara en la que los partidos que habían fundado la Segunda República eran minoritarios. Aunque la CEDA tenía el principal grupo con 115 diputados y era determinante, el hecho de que no fuera un partido republicano sino que se definiera como «accidentalista» colocó en posición ventajosa al Partido Radical para encabezar el nuevo gobierno. Gordón concluyó que la causa del hundimiento de los republicanos de izquierda había sido no haberse sabido diferenciar del PSOE. Según su interpretación, la burguesía comercial e industrial les había rechazado por considerarlos subordinados a los socialistas. Al igual que otros dirigentes de la izquierda, el líder del PRRS pensaba que había que disolver las nuevas Cortes de forma inmediata, una opción que el presidente Alcalá-Zamora rechazó de plano.
Lerroux se dispuso a formar gobierno y ofreció un ministerio a Gordón. Sin embargo, este no se mostraba dispuesto a entrar en el ejecutivo si también lo hacía un sector de la antigua minoría agraria que no se había unido a la CEDA. Este sector acabaría formando en enero de 1934 el Partido Agrario y declarándose republicano, pero no se había presentado como tal a las elecciones. No obstante, Gordón todavía confiaba en que Lerroux cambiara de opinión al respecto. El 3 de diciembre de 1933, el líder del PRRS se reunió con Azaña, Domingo y Casares Quiroga, quienes le propusieron provocar una inmediata crisis de gobierno. Sin embargo, Gordón no fue partidario de adoptar tal medida. El 10 de diciembre, el comité ejecutivo del PRRS discutió si convenía aceptar la propuesta de entrada en el ejecutivo. Tanto Sánchez-Román como Sánchez-Albornoz le habían aconsejado a Gordón rechazar la oferta con el argumento de que era «el único hombre de izquierdas sin gastar». Dentro del partido las cosas se veían de otro modo: Artigas pensaba que con un único diputado y sin ministerios el partido acabaría desapareciendo; Valera arguyó que si le negaban la colaboración a Lerroux acabarían empujándole en brazos de las derechas; y Moreno Galvache dijo estar preocupado por la polarización política y que sería mejor estar dentro del gobierno por si se disolvía el parlamento y había que organizar nuevas elecciones, ya que estas deberían ser «tuteladas» para que no se repitiera lo sucedido en las precedentes. Sin embargo, la decisión de Lerroux de integrar finalmente un ministro agrario en el nuevo gobierno que presentaría el 16 de diciembre acabó decidiendo al PRRS a mantenerse al margen del ejecutivo para no compartir Consejo de Ministros con un «no republicano». De esta forma, tras haber roto con sus correligionarios por la izquierda, el partido quedaba ahora también aislado por su derecha.

## Bajo los gobiernos de centro derecha

### La radicalización de las posturas
Tras rechazar entrar en el gobierno de Lerroux, el PRRS mantuvo hacia este la misma actitud hostil de los diversos grupos de izquierda. Gordón llegó a decir que la República había sido entregada a las derechas y advirtió al jefe de gobierno de que estas iban a intentar utilizarle para que les abriera camino. El 5 de enero de 1934, el partido hizo público un manifiesto en el que desarrollaba esta tesis. Advertía del riesgo de que la República quedara desvirtuada por el resultado de las últimas elecciones, y avisaba de que el PRRS no iba a permitir con su pasividad que se ofreciera a las derechas la posibilidad de acabar con la democracia desde el mismo gobierno.
La estrepitosa derrota comenzó a unir a los grupos antes enfrentados. Puesto que hacía falta contar con diez diputados para formar un grupo parlamentario, los de AR, PRRSI y PRG se unieron a un representante federal para formar grupo propio. Gordón, sin embargo, no quiso unirse a un colectivo liderado por Azaña. En una reunión de la ejecutiva del PRRS celebrada el 24 de diciembre de 1933, dijo que la formación de un único partido de izquierda republicana llevaría tiempo y afirmó que ningún exministro de Azaña debería formar parte de su eventual dirección.
Por su parte, el PSOE proseguía sus planes preparativos de una insurrección para hacerse con el poder. Tanto Largo como Prieto consideraban que la amenaza de la CEDA era motivo suficiente para ello. Julián Besteiro, opuesto a la idea, quedó en minoría en la Unión General de Trabajadores (UGT) y acabó dimitiendo en enero de su cargo de presidente del sindicato. Por otro lado, también la CEDA aspiraba a transformar el sistema político e instaurar un régimen autoritario. En febrero, el aplastamiento por parte del canciller austríaco Dollfuss del Partido Socialdemócrata Obrero en un cruento enfrentamiento radicalizó las posiciones de las que eran principales fuerzas de la derecha y la izquierda españolas al identificarse con sus respectivos correligionarios de Austria.

### Primer intento de unidad
La unión de todas las fuerzas republicanas de izquierda era tarea difícil debido a los enfrentamientos habidos y las mutuas desconfianzas. Los radicales socialistas independientes eran reticentes a la fusión, probablemente porque Domingo y Albornoz se daban cuenta de que ellos no serían los dirigentes de la nueva formación. Gordón pretendía excluir de la dirección tanto a Azaña como a sus antiguos ministros. Y en Acción Republicana se desconfiaba de ambas facciones radical socialistas por su pasado turbulento. Pese a ello, en enero de 1934 comenzaron unas conversaciones en las que participaron los tres partidos mencionados y también la Izquierda Radical Socialista y un sector de los federales. Sin embargo, el 14 de febrero, AR y PRRSI anunciaron que ambos partidos se iban a fusionar separadamente del resto. A ellos se sumó el Partido Republicano Gallego. El argumento era que la unidad se iba a comenzar por los partidos que más habían colaborado en los gobiernos de Azaña. A principios de abril, se formó la nueva Izquierda Republicana. De nuevo el PRRS quedaba aislado.

### La Unión Republicana

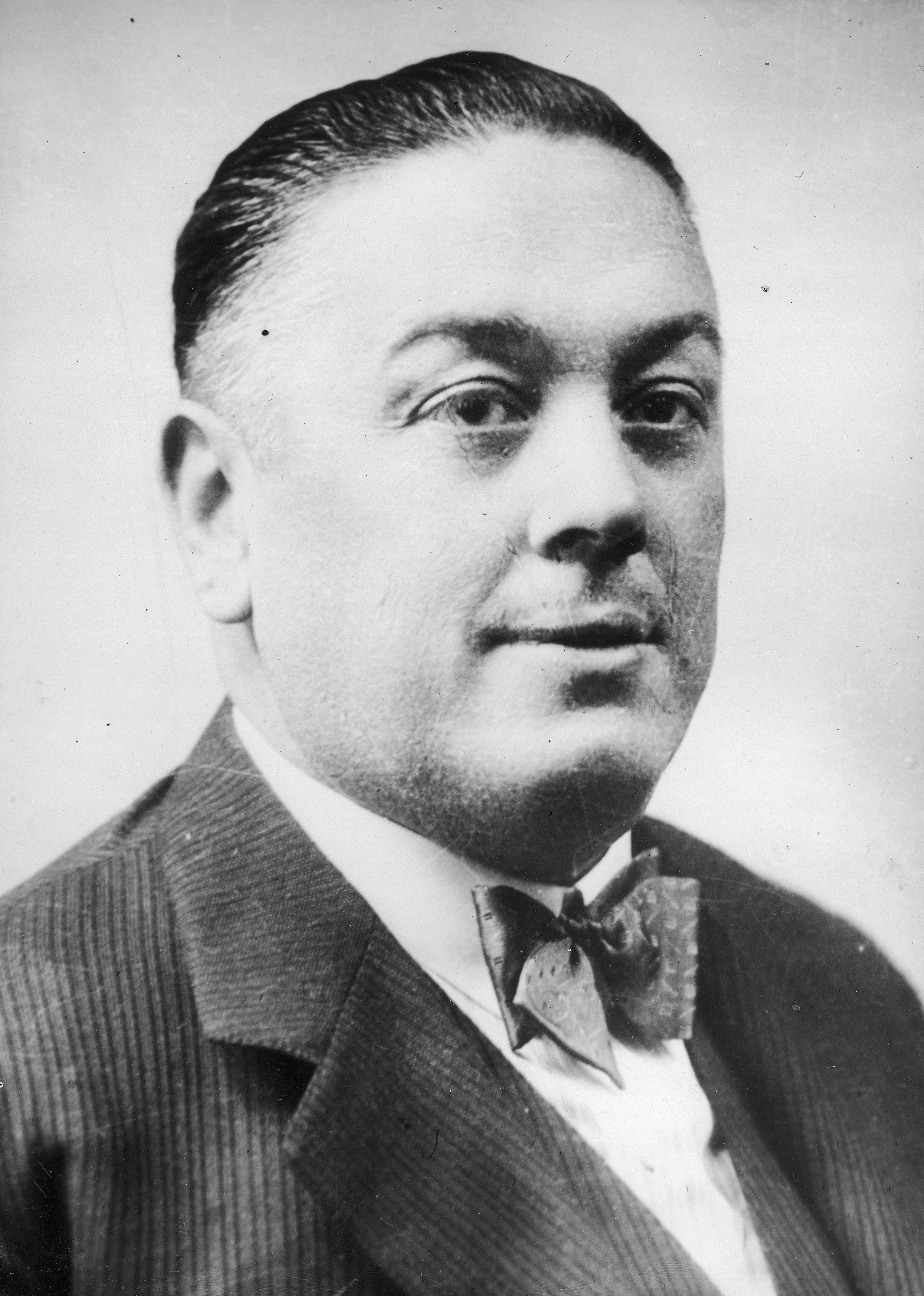
Diego Martínez Barrio abandonó el Partido Radical por su rechazo a la colaboración con las derechas, creó el Partido Radical Demócrata y acabó fusionándolo con el PRRS para formar Unión Republicana.

Paralelamente a los esfuerzos de la izquierda republicana por unirse, el centro republicano se rompía. El número dos del Partido Radical, Diego Martínez Barrio —primero ministro de la Guerra y luego de Gobernación en el gobierno presidido por Lerroux— se mostraba cada vez más molesto por la colaboración de su partido con la CEDA. Aunque el presidente del Consejo le apoyó inicialmente, en febrero de 1934 le cesó junto con el ministro de Hacienda Antonio Lara. A comienzos de abril, Martínez Barrio criticaba ya abiertamente al Gobierno y defendía la unión de los republicanos frente a las amenazas de dictadura de la derecha y de los socialistas, una postura similar a la de Gordón. El indulto gubernamental de abril a los implicados en la Sanjurjada fue el detonante de la ruptura. El 16 de mayo, Martínez Barrio abandonó el partido junto con Lara y otros 17 diputados, a los que se unieron otros tres. El recién nacido Partido Radical Demócrata (PRD) contaba así con 22 parlamentarios. La nueva formación compartía la tesis de la izquierda de que las derechas no podrían gobernar mientras no se presentaran a las elecciones con un programa republicano.
Casi al mismo tiempo, Felipe Sánchez-Román creaba su Partido Nacional Republicano contando con Ramón Feced y otros antiguos radicales socialistas. Gordón, que negociaba la reunificación con la Izquierda Radical Socialista de Botella, reparó en las nuevas fuerzas políticas. En un mitin celebrado en Vigo el 25 de julio, también él comparó las tendencias autoritarias de las derechas con las de los socialistas. El 15 de agosto, el PRRS y el PRD decidían fusionarse. Gordón ofreció a Sánchez-Román que se uniera al partido, pero este prefirió quedar al margen. En cuanto a la Izquierda Radical Socialista, manifestó que tal unión iría contra su «significación inequívoca de extrema izquierda». La fusión de los dos partidos se ratificó el 11 de septiembre de 1934; el 14 de septiembre se publicó un proyecto de ideario y del 28 al 30 se celebró el Congreso constitutivo de Unión Republicana.
Los radicales socialistas impusieron un ideario muy similar al aprobado por el PRRS años antes, pero los radicales demócratas, más pragmáticos, se aseguraron la mayoría en los órganos del nuevo partido. En el comité ejecutivo, formado por nueve miembros, tuvieron plaza Gordón, Moreno Galvache, Pedro Sánchez Márquez y Fernando Valera; Benito Artigas, histórico fundador del PRRS, fue elegido presidente del consejo nacional, del que formaban parte dos representantes por provincia. Pocos días después, se materializaron los temores de Gordón y Martínez Barrio. El 4 de octubre tres ministros de la CEDA entraron en el gobierno y, al día siguiente, los socialistas desencadenaron su planificado movimiento insurreccional para intentar hacerse con el poder. Los nuevos hechos radicalizarían aún más a la sociedad española, pero el Partido Republicano Radical Socialista ya no existía como tal.

## Valoraciones
El Partido Republicano Radical Socialista estuvo marcado por su nacimiento en la cárcel, como resultado de la acción conspirativa de un grupo de presos contra la Dictadura de Primo de Rivera. Aunque intentó ser una respuesta al liderazgo de Lerroux, él mismo estuvo marcado por el personalismo y el caudillismo, además de por una permanente vocación opositora. Fue un grupo heterogéneo y de aluvión cuyo crecimiento desordenado impidió su consolidación, lo que se tradujo en numerosas crisis y escisiones por la izquierda a lo largo de su existencia. Se ha señalado que confluyeron en él políticos de dos generaciones distintas: la de los nacidos en los años 70 y 80 del siglo XIX en la que se encuadraban Domingo, Albornoz y otros, y la de los más jóvenes nacidos en la década de los años 90 en la que se incluyen Balbontín, Galarza y otros; pero también las bases fueron de procedencias muy dispares. Estuvo caracterizado por unos fuertes enfrentamientos internos que hicieron que celebrase siete congresos en su breve existencia y sus contemporáneos lo consideraban poco serio. A un partido que había criticado duramente la represión de los gobiernos monárquicos, le resultaba difícil aprobar la aplicación de similares medidas de orden público cuando le tocaba gobernar, y algunos de sus dirigentes seguían comportándose como agitadores políticos antes que como gobernantes. Azaña confesó en su diario personal que no conseguía entenderse con el PRRS debido a la diferencia de temperamentos y a pesar de la coincidencia de ideas, y opinaba que era un partido repleto «de gentes díscolas y arrebatadas».
Por otra parte, al igual que sus colegas de otros partidos republicanos, los radicales socialistas estaban más interesados en la llamada cuestión religiosa y en otros temas puramente políticos que en los asuntos económicos y sociales. De hecho, si el tratamiento del tema religioso ha sido señalado muchas veces como uno de los principales defectos de la Constitución española de 1931, el Partido Radical Socialista ha sido considerado como su principal impulsor aunque no único responsable.